# Lista de asteroides (311001-312000)
Esta é uma lista parcial de asteroides, do asteroide número 311001 até o 312000, inclusive. Veja também o índice com todas as listas disponíveis.

| Objeto Próximos à Terra | Cinturão de asteroides (interno) | Cinturão de asteroides (externo) | Centauro       |
| Cruzador de Marte       | Cinturão de asteroides (meio)    | Troianos de Júpiter              | Transnetuniano |

Veja mais dados de cada asteroide na ligação externa para o Minor Planet Center na última coluna.
Índice: 311001... 311101... 311201... 311301... 311401... 311501... 311601... 311701... 311801... 311901... 

## 311001–311100
| Designação | Designação | Descoberta  | Descoberta    | Descobridor(es) | Categoria | Mais informações / Referência |
| Permanente | Provisória | Data        | Local         | Descobridor(es) | Categoria | Mais informações / Referência |
| ---------- | ---------- | ----------- | ------------- | --------------- | --------- | ----------------------------- |
| 311001     | 2003 WX192 | 21 nov 2003 | Socorro       | LINEAR          | —         | MPC                           |
| 311002     | 2003 WC193 | 24 nov 2003 | Socorro       | LINEAR          | —         | MPC                           |
| 311003     | 2003 XL41  | 14 dez 2003 | Palomar       | NEAT            | —         | MPC                           |
| 311004     | 2003 YB2   | 17 dez 2003 | Socorro       | LINEAR          | —         | MPC                           |
| 311005     | 2003 YF2   | 17 dez 2003 | Socorro       | LINEAR          | —         | MPC                           |
| 311006     | 2003 YV12  | 17 dez 2003 | Palomar       | NEAT            | Phocaea   | MPC                           |
| 311007     | 2003 YF16  | 17 dez 2003 | Anderson Mesa | LONEOS          | —         | MPC                           |
| 311008     | 2003 YK17  | 17 dez 2003 | Kitt Peak     | Spacewatch      | —         | MPC                           |
| 311009     | 2003 YO20  | 17 dez 2003 | Kitt Peak     | Spacewatch      | —         | MPC                           |
| 311010     | 2003 YP64  | 19 dez 2003 | Kitt Peak     | Spacewatch      | Juno      | MPC                           |
| 311011     | 2003 YJ65  | 19 dez 2003 | Socorro       | LINEAR          | —         | MPC                           |
| 311012     | 2003 YD76  | 18 dez 2003 | Socorro       | LINEAR          | —         | MPC                           |
| 311013     | 2003 YM82  | 18 dez 2003 | Socorro       | LINEAR          | —         | MPC                           |
| 311014     | 2003 YX124 | 29 dez 2003 | Socorro       | LINEAR          | Juno      | MPC                           |
| 311015     | 2003 YZ127 | 27 dez 2003 | Socorro       | LINEAR          | —         | MPC                           |
| 311016     | 2003 YZ134 | 28 dez 2003 | Socorro       | LINEAR          | —         | MPC                           |
| 311017     | 2003 YV147 | 29 dez 2003 | Socorro       | LINEAR          | —         | MPC                           |
| 311018     | 2003 YB156 | 30 dez 2003 | Socorro       | LINEAR          | —         | MPC                           |
| 311019     | 2003 YW162 | 17 dez 2003 | Socorro       | LINEAR          | —         | MPC                           |
| 311020     | 2003 YU172 | 18 dez 2003 | Kitt Peak     | Spacewatch      | —         | MPC                           |
| 311021     | 2004 AT4   | 12 jan 2004 | Palomar       | NEAT            | Phocaea   | MPC                           |
| 311022     | 2004 AG7   | 14 jan 2004 | Palomar       | NEAT            | Juno      | MPC                           |
| 311023     | 2004 BU10  | 17 jan 2004 | Haleakalā     | NEAT            | —         | MPC                           |
| 311024     | 2004 BA20  | 18 jan 2004 | Palomar       | NEAT            | —         | MPC                           |
| 311025     | 2004 BG20  | 16 jan 2004 | Palomar       | NEAT            | —         | MPC                           |
| 311026     | 2004 BV20  | 16 jan 2004 | Kitt Peak     | Spacewatch      | —         | MPC                           |
| 311027     | 2004 BE25  | 19 jan 2004 | Catalina      | CSS             | —         | MPC                           |
| 311028     | 2004 BW28  | 18 jan 2004 | Palomar       | NEAT            | —         | MPC                           |
| 311029     | 2004 BN29  | 18 jan 2004 | Palomar       | NEAT            | —         | MPC                           |
| 311030     | 2004 BG34  | 19 jan 2004 | Kitt Peak     | Spacewatch      | —         | MPC                           |
| 311031     | 2004 BM35  | 19 jan 2004 | Kitt Peak     | Spacewatch      | —         | MPC                           |
| 311032     | 2004 BH38  | 19 jan 2004 | Catalina      | CSS             | —         | MPC                           |
| 311033     | 2004 BL44  | 22 jan 2004 | Socorro       | LINEAR          | —         | MPC                           |
| 311034     | 2004 BY47  | 21 jan 2004 | Socorro       | LINEAR          | —         | MPC                           |
| 311035     | 2004 BN49  | 18 dez 2003 | Kitt Peak     | Spacewatch      | —         | MPC                           |
| 311036     | 2004 BJ50  | 21 jan 2004 | Socorro       | LINEAR          | —         | MPC                           |
| 311037     | 2004 BR55  | 22 jan 2004 | Socorro       | LINEAR          | —         | MPC                           |
| 311038     | 2004 BO56  | 23 jan 2004 | Anderson Mesa | LONEOS          | Juno      | MPC                           |
| 311039     | 2004 BL59  | 24 jan 2004 | Socorro       | LINEAR          | —         | MPC                           |
| 311040     | 2004 BW67  | 23 jan 2004 | Socorro       | LINEAR          | Juno      | MPC                           |
| 311041     | 2004 BV70  | 22 jan 2004 | Socorro       | LINEAR          | —         | MPC                           |
| 311042     | 2004 BX74  | 26 jan 2004 | Anderson Mesa | LONEOS          | —         | MPC                           |
| 311043     | 2004 BA100 | 28 jan 2004 | Catalina      | CSS             | —         | MPC                           |
| 311044     | 2004 BB103 | 31 jan 2004 | Socorro       | LINEAR          | —         | MPC                           |
| 311045     | 2004 BN108 | 28 jan 2004 | Catalina      | CSS             | —         | MPC                           |
| 311046     | 2004 BF114 | 29 jan 2004 | Socorro       | LINEAR          | Juno      | MPC                           |
| 311047     | 2004 BL129 | 16 jan 2004 | Kitt Peak     | Spacewatch      | —         | MPC                           |
| 311048     | 2004 BW138 | 19 jan 2004 | Kitt Peak     | Spacewatch      | —         | MPC                           |
| 311049     | 2004 BU141 | 19 jan 2004 | Kitt Peak     | Spacewatch      | —         | MPC                           |
| 311050     | 2004 BO143 | 19 jan 2004 | Kitt Peak     | Spacewatch      | —         | MPC                           |
| 311051     | 2004 BU146 | 22 jan 2004 | Socorro       | LINEAR          | —         | MPC                           |
| 311052     | 2004 BW148 | 16 jan 2004 | Kitt Peak     | Spacewatch      | —         | MPC                           |
| 311053     | 2004 BD154 | 28 jan 2004 | Kitt Peak     | Spacewatch      | —         | MPC                           |
| 311054     | 2004 CX3   | 10 fev 2004 | Palomar       | NEAT            | —         | MPC                           |
| 311055     | 2004 CG9   | 11 fev 2004 | Palomar       | NEAT            | —         | MPC                           |
| 311056     | 2004 CX20  | 11 fev 2004 | Kitt Peak     | Spacewatch      | —         | MPC                           |
| 311057     | 2004 CY42  | 11 fev 2004 | Palomar       | NEAT            | —         | MPC                           |
| 311058     | 2004 CK57  | 11 fev 2004 | Socorro       | LINEAR          | —         | MPC                           |
| 311059     | 2004 CJ59  | 10 fev 2004 | Palomar       | NEAT            | —         | MPC                           |
| 311060     | 2004 CN60  | 11 fev 2004 | Palomar       | NEAT            | —         | MPC                           |
| 311061     | 2004 CO65  | 14 fev 2004 | Haleakala     | NEAT            | —         | MPC                           |
| 311062     | 2004 CJ66  | 15 fev 2004 | Socorro       | LINEAR          | —         | MPC                           |
| 311063     | 2004 CK67  | 10 fev 2004 | Palomar       | NEAT            | —         | MPC                           |
| 311064     | 2004 CQ69  | 11 fev 2004 | Palomar       | NEAT            | —         | MPC                           |
| 311065     | 2004 CF84  | 12 fev 2004 | Palomar       | NEAT            | —         | MPC                           |
| 311066     | 2004 DC    | 16 fev 2004 | Socorro       | LINEAR          | —         | MPC                           |
| 311067     | 2004 DV    | 16 fev 2004 | Kitt Peak     | Spacewatch      | —         | MPC                           |
| 311068     | 2004 DD3   | 16 fev 2004 | Kitt Peak     | Spacewatch      | —         | MPC                           |
| 311069     | 2004 DW7   | 17 fev 2004 | Kitt Peak     | Spacewatch      | —         | MPC                           |
| 311070     | 2004 DU19  | 17 fev 2004 | Socorro       | LINEAR          | —         | MPC                           |
| 311071     | 2004 DV20  | 17 fev 2004 | Socorro       | LINEAR          | —         | MPC                           |
| 311072     | 2004 DN61  | 26 fev 2004 | Socorro       | LINEAR          | Pallas    | MPC                           |
| 311073     | 2004 DM76  | 18 fev 2004 | Socorro       | LINEAR          | —         | MPC                           |
| 311074     | 2004 EW3   | 10 mar 2004 | Palomar       | NEAT            | —         | MPC                           |
| 311075     | 2004 EB5   | 11 mar 2004 | Palomar       | NEAT            | —         | MPC                           |
| 311076     | 2004 EY10  | 15 mar 2004 | Desert Eagle  | W. K. Y. Yeung  | —         | MPC                           |
| 311077     | 2004 EH18  | 12 mar 2004 | Palomar       | NEAT            | —         | MPC                           |
| 311078     | 2004 EN28  | 15 mar 2004 | Kitt Peak     | Spacewatch      | —         | MPC                           |
| 311079     | 2004 EZ32  | 15 mar 2004 | Kitt Peak     | Spacewatch      | —         | MPC                           |
| 311080     | 2004 EW48  | 15 mar 2004 | Catalina      | CSS             | —         | MPC                           |
| 311081     | 2004 EX52  | 15 mar 2004 | Socorro       | LINEAR          | —         | MPC                           |
| 311082     | 2004 EL72  | 15 mar 2004 | Catalina      | CSS             | —         | MPC                           |
| 311083     | 2004 EM74  | 13 mar 2004 | Palomar       | NEAT            | —         | MPC                           |
| 311084     | 2004 EM88  | 14 mar 2004 | Kitt Peak     | Spacewatch      | —         | MPC                           |
| 311085     | 2004 EL93  | 15 mar 2004 | Socorro       | LINEAR          | —         | MPC                           |
| 311086     | 2004 ET94  | 15 mar 2004 | Socorro       | LINEAR          | —         | MPC                           |
| 311087     | 2004 EA95  | 15 mar 2004 | Socorro       | LINEAR          | —         | MPC                           |
| 311088     | 2004 EX112 | 15 mar 2004 | Kitt Peak     | Spacewatch      | —         | MPC                           |
| 311089     | 2004 FJ13  | 16 mar 2004 | Catalina      | CSS             | —         | MPC                           |
| 311090     | 2004 FC15  | 16 mar 2004 | Kitt Peak     | Spacewatch      | —         | MPC                           |
| 311091     | 2004 FL26  | 17 mar 2004 | Kitt Peak     | Spacewatch      | —         | MPC                           |
| 311092     | 2004 FD82  | 17 mar 2004 | Kitt Peak     | Spacewatch      | Meliboea  | MPC                           |
| 311093     | 2004 FX99  | 22 mar 2004 | Socorro       | LINEAR          | —         | MPC                           |
| 311094     | 2004 FY126 | 27 mar 2004 | Socorro       | LINEAR          | —         | MPC                           |
| 311095     | 2004 FC136 | 27 mar 2004 | Kitt Peak     | Spacewatch      | —         | MPC                           |
| 311096     | 2004 FR138 | 17 mar 2004 | Socorro       | LINEAR          | —         | MPC                           |
| 311097     | 2004 FW143 | 28 mar 2004 | Socorro       | LINEAR          | —         | MPC                           |
| 311098     | 2004 FL145 | 30 mar 2004 | Kitt Peak     | Spacewatch      | —         | MPC                           |
| 311099     | 2004 GT5   | 11 abr 2004 | Palomar       | NEAT            | —         | MPC                           |
| 311100     | 2004 GO71  | 13 abr 2004 | Palomar       | NEAT            | —         | MPC                           |

## 311101–311200
| Designação | Designação | Descoberta  | Descoberta       | Descobridor(es)           | Categoria | Mais informações / Referência |
| Permanente | Provisória | Data        | Local            | Descobridor(es)           | Categoria | Mais informações / Referência |
| ---------- | ---------- | ----------- | ---------------- | ------------------------- | --------- | ----------------------------- |
| 311101     | 2004 GU74  | 15 abr 2004 | Socorro          | LINEAR                    | —         | MPC                           |
| 311102     | 2004 HR2   | 16 abr 2004 | Anderson Mesa    | LONEOS                    | —         | MPC                           |
| 311103     | 2004 HL14  | 16 abr 2004 | Kitt Peak        | Spacewatch                | —         | MPC                           |
| 311104     | 2004 HR23  | 16 abr 2004 | Kitt Peak        | Spacewatch                | Themis    | MPC                           |
| 311105     | 2004 HV36  | 19 abr 2004 | Socorro          | LINEAR                    | —         | MPC                           |
| 311106     | 2004 HG43  | 20 abr 2004 | Kitt Peak        | Spacewatch                | Phocaea   | MPC                           |
| 311107     | 2004 HM52  | 24 abr 2004 | Socorro          | LINEAR                    | —         | MPC                           |
| 311108     | 2004 JT    | 9 mai 2004  | Socorro          | LINEAR                    | —         | MPC                           |
| 311109     | 2004 JV3   | 9 mai 2004  | Kitt Peak        | Spacewatch                | —         | MPC                           |
| 311110     | 2004 JS19  | 13 mai 2004 | Palomar          | NEAT                      | —         | MPC                           |
| 311111     | 2004 KK12  | 21 mai 2004 | Catalina         | CSS                       | —         | MPC                           |
| 311112     | 2004 LQ8   | 12 jun 2004 | Catalina         | CSS                       | Eos       | MPC                           |
| 311113     | 2004 LB15  | 11 jun 2004 | Socorro          | LINEAR                    | —         | MPC                           |
| 311114     | 2004 LR25  | 15 jun 2004 | Socorro          | LINEAR                    | —         | MPC                           |
| 311115     | 2004 NN7   | 14 jul 2004 | Socorro          | LINEAR                    | —         | MPC                           |
| 311116     | 2004 NZ23  | 14 jul 2004 | Socorro          | LINEAR                    | —         | MPC                           |
| 311117     | 2004 NV25  | 11 jul 2004 | Socorro          | LINEAR                    | —         | MPC                           |
| 311118     | 2004 OQ    | 17 jul 2004 | 7300 Observatory | W. K. Y. Yeung            | —         | MPC                           |
| 311119     | 2004 PA20  | 8 ago 2004  | Kleť             | Kleť Obs.                 | Ursula    | MPC                           |
| 311120     | 2004 PW36  | 9 ago 2004  | Socorro          | LINEAR                    | —         | MPC                           |
| 311121     | 2004 PC47  | 8 ago 2004  | Palomar          | NEAT                      | —         | MPC                           |
| 311122     | 2004 PN92  | 12 ago 2004 | Palomar          | NEAT                      | —         | MPC                           |
| 311123     | 2004 PQ96  | 11 ago 2004 | Campo Imperatore | CINEOS                    | —         | MPC                           |
| 311124     | 2004 PH97  | 8 ago 2004  | Socorro          | LINEAR                    | —         | MPC                           |
| 311125     | 2004 PN105 | 13 ago 2004 | Palomar          | NEAT                      | —         | MPC                           |
| 311126     | 2004 QJ24  | 27 ago 2004 | Socorro          | LINEAR                    | —         | MPC                           |
| 311127     | 2004 QK25  | 26 ago 2004 | Socorro          | LINEAR                    | —         | MPC                           |
| 311128     | 2004 QZ26  | 22 ago 2004 | Kitt Peak        | Spacewatch                | —         | MPC                           |
| 311129     | 2004 RX6   | 5 set 2004  | Palomar          | NEAT                      | Brangane  | MPC                           |
| 311130     | 2004 RV13  | 6 set 2004  | Siding Spring    | SSS                       | —         | MPC                           |
| 311131     | 2004 RX56  | 8 set 2004  | Socorro          | LINEAR                    | —         | MPC                           |
| 311132     | 2004 RA67  | 8 set 2004  | Socorro          | LINEAR                    | —         | MPC                           |
| 311133     | 2004 RY86  | 7 set 2004  | Palomar          | NEAT                      | —         | MPC                           |
| 311134     | 2004 RZ86  | 7 set 2004  | Palomar          | NEAT                      | Brangane  | MPC                           |
| 311135     | 2004 RJ108 | 9 set 2004  | Kitt Peak        | Spacewatch                | —         | MPC                           |
| 311136     | 2004 RY136 | 8 set 2004  | Campo Imperatore | CINEOS                    | —         | MPC                           |
| 311137     | 2004 RK138 | 20 ago 2004 | Catalina         | CSS                       | —         | MPC                           |
| 311138     | 2004 RU144 | 9 set 2004  | Socorro          | LINEAR                    | —         | MPC                           |
| 311139     | 2004 RQ155 | 10 set 2004 | Socorro          | LINEAR                    | Brangane  | MPC                           |
| 311140     | 2004 RY174 | 10 set 2004 | Socorro          | LINEAR                    | —         | MPC                           |
| 311141     | 2004 RS200 | 10 set 2004 | Socorro          | LINEAR                    | —         | MPC                           |
| 311142     | 2004 RZ205 | 10 set 2004 | Socorro          | LINEAR                    | —         | MPC                           |
| 311143     | 2004 RL226 | 9 set 2004  | Socorro          | LINEAR                    | —         | MPC                           |
| 311144     | 2004 RJ233 | 9 set 2004  | Kitt Peak        | Spacewatch                | —         | MPC                           |
| 311145     | 2004 RX235 | 10 set 2004 | Socorro          | LINEAR                    | —         | MPC                           |
| 311146     | 2004 RZ247 | 12 set 2004 | Socorro          | LINEAR                    | —         | MPC                           |
| 311147     | 2004 RP248 | 12 set 2004 | Socorro          | LINEAR                    | —         | MPC                           |
| 311148     | 2004 RZ308 | 13 set 2004 | Kitt Peak        | Spacewatch                | —         | MPC                           |
| 311149     | 2004 RK316 | 11 set 2004 | Socorro          | LINEAR                    | —         | MPC                           |
| 311150     | 2004 RB339 | 11 set 2004 | Reedy Creek      | J. Broughton              | —         | MPC                           |
| 311151     | 2004 SK26  | 21 set 2004 | Socorro          | LINEAR                    | —         | MPC                           |
| 311152     | 2004 SY33  | 17 set 2004 | Socorro          | LINEAR                    | —         | MPC                           |
| 311153     | 2004 SM37  | 17 set 2004 | Kitt Peak        | Spacewatch                | —         | MPC                           |
| 311154     | 2004 TF3   | 4 out 2004  | Socorro          | LINEAR                    | —         | MPC                           |
| 311155     | 2004 TE17  | 12 out 2004 | Socorro          | LINEAR                    | —         | MPC                           |
| 311156     | 2004 TZ41  | 4 out 2004  | Kitt Peak        | Spacewatch                | —         | MPC                           |
| 311157     | 2004 TQ44  | 4 out 2004  | Kitt Peak        | Spacewatch                | —         | MPC                           |
| 311158     | 2004 TT55  | 4 out 2004  | Kitt Peak        | Spacewatch                | —         | MPC                           |
| 311159     | 2004 TZ62  | 5 out 2004  | Kitt Peak        | Spacewatch                | —         | MPC                           |
| 311160     | 2004 TG78  | 4 out 2004  | Socorro          | LINEAR                    | —         | MPC                           |
| 311161     | 2004 TZ87  | 5 out 2004  | Kitt Peak        | Spacewatch                | —         | MPC                           |
| 311162     | 2004 TR113 | 7 out 2004  | Palomar          | NEAT                      | —         | MPC                           |
| 311163     | 2004 TL138 | 9 out 2004  | Anderson Mesa    | LONEOS                    | —         | MPC                           |
| 311164     | 2004 TG143 | 4 out 2004  | Kitt Peak        | Spacewatch                | —         | MPC                           |
| 311165     | 2004 TO151 | 6 out 2004  | Kitt Peak        | Spacewatch                | —         | MPC                           |
| 311166     | 2004 TX181 | 7 out 2004  | Kitt Peak        | Spacewatch                | —         | MPC                           |
| 311167     | 2004 TV219 | 5 out 2004  | Kitt Peak        | Spacewatch                | —         | MPC                           |
| 311168     | 2004 TQ221 | 7 out 2004  | Socorro          | LINEAR                    | —         | MPC                           |
| 311169     | 2004 TD238 | 9 out 2004  | Socorro          | LINEAR                    | —         | MPC                           |
| 311170     | 2004 TX245 | 7 out 2004  | Socorro          | LINEAR                    | —         | MPC                           |
| 311171     | 2004 TW248 | 7 out 2004  | Kitt Peak        | Spacewatch                | —         | MPC                           |
| 311172     | 2004 TC260 | 9 out 2004  | Socorro          | LINEAR                    | —         | MPC                           |
| 311173     | 2004 TE295 | 10 out 2004 | Kitt Peak        | Spacewatch                | —         | MPC                           |
| 311174     | 2004 TT306 | 10 out 2004 | Socorro          | LINEAR                    | Brangane  | MPC                           |
| 311175     | 2004 TT340 | 13 out 2004 | Anderson Mesa    | LONEOS                    | —         | MPC                           |
| 311176     | 2004 TX346 | 15 out 2004 | Anderson Mesa    | LONEOS                    | —         | MPC                           |
| 311177     | 2004 TL347 | 11 out 2004 | Moletai          | K. Černis, J. Zdanavičius | —         | MPC                           |
| 311178     | 2004 VU7   | 31 mar 2003 | Kitt Peak        | Spacewatch                | —         | MPC                           |
| 311179     | 2004 VR33  | 3 nov 2004  | Kitt Peak        | Spacewatch                | —         | MPC                           |
| 311180     | 2004 VP43  | 4 nov 2004  | Kitt Peak        | Spacewatch                | —         | MPC                           |
| 311181     | 2004 VY58  | 9 nov 2004  | Catalina         | CSS                       | Ursula    | MPC                           |
| 311182     | 2004 VA63  | 7 nov 2004  | Socorro          | LINEAR                    | —         | MPC                           |
| 311183     | 2004 VQ70  | 4 nov 2004  | Catalina         | CSS                       | —         | MPC                           |
| 311184     | 2004 WT    | 17 nov 2004 | Siding Spring    | SSS                       | —         | MPC                           |
| 311185     | 2004 XV2   | 2 dez 2004  | Catalina         | CSS                       | —         | MPC                           |
| 311186     | 2004 XV9   | 2 dez 2004  | Catalina         | CSS                       | —         | MPC                           |
| 311187     | 2004 XZ12  | 8 dez 2004  | Socorro          | LINEAR                    | —         | MPC                           |
| 311188     | 2004 XX16  | 3 dez 2004  | Kitt Peak        | Spacewatch                | —         | MPC                           |
| 311189     | 2004 XC17  | 3 dez 2004  | Kitt Peak        | Spacewatch                | —         | MPC                           |
| 311190     | 2004 XO22  | 8 dez 2004  | Socorro          | LINEAR                    | —         | MPC                           |
| 311191     | 2004 XF29  | 10 dez 2004 | Nashville        | R. Clingan                | —         | MPC                           |
| 311192     | 2004 XG35  | 11 dez 2004 | Socorro          | LINEAR                    | —         | MPC                           |
| 311193     | 2004 XD45  | 12 dez 2004 | Kitt Peak        | Spacewatch                | —         | MPC                           |
| 311194     | 2004 XS62  | 9 dez 2004  | Jarnac           | Jarnac Obs.               | —         | MPC                           |
| 311195     | 2004 XZ62  | 14 dez 2004 | Junk Bond        | Junk Bond Obs.            | —         | MPC                           |
| 311196     | 2004 XO76  | 10 dez 2004 | Kitt Peak        | Spacewatch                | —         | MPC                           |
| 311197     | 2004 XS77  | 10 dez 2004 | Socorro          | LINEAR                    | —         | MPC                           |
| 311198     | 2004 XY78  | 10 dez 2004 | Socorro          | LINEAR                    | —         | MPC                           |
| 311199     | 2004 XV93  | 11 dez 2004 | Kitt Peak        | Spacewatch                | —         | MPC                           |
| 311200     | 2004 XG94  | 11 dez 2004 | Kitt Peak        | Spacewatch                | —         | MPC                           |

## 311201–311300
| Designação          | Designação | Descoberta  | Descoberta       | Descobridor(es)     | Categoria | Mais informações / Referência |
| Permanente          | Provisória | Data        | Local            | Descobridor(es)     | Categoria | Mais informações / Referência |
| ------------------- | ---------- | ----------- | ---------------- | ------------------- | --------- | ----------------------------- |
| 311201              | 2004 XL105 | 11 dez 2004 | Socorro          | LINEAR              | —         | MPC                           |
| 311202              | 2004 XF109 | 12 dez 2004 | Kitt Peak        | Spacewatch          | —         | MPC                           |
| 311203              | 2004 XD110 | 14 dez 2004 | Socorro          | LINEAR              | —         | MPC                           |
| 311204              | 2004 XO116 | 12 dez 2004 | Kitt Peak        | Spacewatch          | —         | MPC                           |
| 311205              | 2004 XN134 | 15 dez 2004 | Socorro          | LINEAR              | —         | MPC                           |
| 311206              | 2004 XR144 | 13 dez 2004 | Campo Imperatore | CINEOS              | —         | MPC                           |
| 311207              | 2004 XY161 | 15 dez 2004 | Socorro          | LINEAR              | —         | MPC                           |
| 311208              | 2004 XH163 | 15 dez 2004 | Kitt Peak        | Spacewatch          | —         | MPC                           |
| 311209              | 2004 XM163 | 15 dez 2004 | Kitt Peak        | Spacewatch          | —         | MPC                           |
| 311210              | 2004 XO165 | 2 dez 2004  | Socorro          | LINEAR              | —         | MPC                           |
| 311211              | 2004 YG20  | 18 dez 2004 | Mount Lemmon     | Mount Lemmon Survey | —         | MPC                           |
| 311212              | 2004 YT23  | 18 dez 2004 | Mount Lemmon     | Mount Lemmon Survey | —         | MPC                           |
| 311213              | 2004 YW31  | 19 dez 2004 | Kitt Peak        | Spacewatch          | —         | MPC                           |
| 311214              | 2005 AS6   | 6 jan 2005  | Catalina         | CSS                 | —         | MPC                           |
| 311215              | 2005 AQ18  | 7 jan 2005  | Kitt Peak        | Spacewatch          | —         | MPC                           |
| 311216              | 2005 AZ20  | 6 jan 2005  | Socorro          | LINEAR              | —         | MPC                           |
| 311217              | 2005 AG21  | 6 jan 2005  | Catalina         | CSS                 | —         | MPC                           |
| 311218              | 2005 AD23  | 7 jan 2005  | Socorro          | LINEAR              | —         | MPC                           |
| 311219              | 2005 AQ23  | 7 jan 2005  | Socorro          | LINEAR              | —         | MPC                           |
| 311220              | 2005 AE26  | 11 jan 2005 | Socorro          | LINEAR              | —         | MPC                           |
| 311221              | 2005 AS28  | 15 jan 2005 | Socorro          | LINEAR              | —         | MPC                           |
| 311222              | 2005 AX32  | 11 jan 2005 | Socorro          | LINEAR              | —         | MPC                           |
| 311223              | 2005 AC41  | 15 jan 2005 | Socorro          | LINEAR              | —         | MPC                           |
| 311224              | 2005 AA44  | 15 jan 2005 | Kitt Peak        | Spacewatch          | Mitidika  | MPC                           |
| 311225              | 2005 AQ76  | 15 jan 2005 | Kitt Peak        | Spacewatch          | —         | MPC                           |
| 311226              | 2005 AZ77  | 15 jan 2005 | Kitt Peak        | Spacewatch          | —         | MPC                           |
| 311227              | 2005 AJ80  | 15 jan 2005 | Kitt Peak        | Spacewatch          | —         | MPC                           |
| 311228              | 2005 BG1   | 16 jan 2005 | Socorro          | LINEAR              | —         | MPC                           |
| 311229              | 2005 BN7   | 16 jan 2005 | Socorro          | LINEAR              | —         | MPC                           |
| 311230              | 2005 BR16  | 16 jan 2005 | Socorro          | LINEAR              | —         | MPC                           |
| 311231 Anuradhapura | 2005 BC23  | 16 jan 2005 | Kitt Peak        | Spacewatch          | —         | MPC                           |
| 311232              | 2005 BS25  | 18 jan 2005 | Catalina         | CSS                 | —         | MPC                           |
| 311233              | 2005 CT9   | 1 fev 2005  | Kitt Peak        | Spacewatch          | —         | MPC                           |
| 311234              | 2005 CO16  | 2 fev 2005  | Socorro          | LINEAR              | —         | MPC                           |
| 311235              | 2005 CO17  | 2 fev 2005  | Socorro          | LINEAR              | —         | MPC                           |
| 311236              | 2005 CN20  | 2 fev 2005  | Catalina         | CSS                 | —         | MPC                           |
| 311237              | 2005 CG23  | 1 fev 2005  | Palomar          | NEAT                | —         | MPC                           |
| 311238              | 2005 CH26  | 1 fev 2005  | Palomar          | NEAT                | —         | MPC                           |
| 311239              | 2005 CB28  | 3 fev 2005  | Socorro          | LINEAR              | —         | MPC                           |
| 311240              | 2005 CT30  | 1 fev 2005  | Kitt Peak        | Spacewatch          | —         | MPC                           |
| 311241              | 2005 CD57  | 2 fev 2005  | Socorro          | LINEAR              | —         | MPC                           |
| 311242              | 2005 CM62  | 9 fev 2005  | Anderson Mesa    | LONEOS              | —         | MPC                           |
| 311243              | 2005 CT68  | 3 fev 2005  | Socorro          | LINEAR              | —         | MPC                           |
| 311244              | 2005 EP2   | 3 mar 2005  | Vail-Jarnac      | Jarnac Obs.         | —         | MPC                           |
| 311245              | 2005 EQ10  | 2 mar 2005  | Kitt Peak        | Spacewatch          | —         | MPC                           |
| 311246              | 2005 EX13  | 3 mar 2005  | Kitt Peak        | Spacewatch          | —         | MPC                           |
| 311247              | 2005 EU15  | 3 mar 2005  | Kitt Peak        | Spacewatch          | —         | MPC                           |
| 311248              | 2005 EV18  | 3 mar 2005  | Kitt Peak        | Spacewatch          | —         | MPC                           |
| 311249              | 2005 EO20  | 3 mar 2005  | Catalina         | CSS                 | —         | MPC                           |
| 311250              | 2005 EV20  | 3 mar 2005  | Catalina         | CSS                 | —         | MPC                           |
| 311251              | 2005 EU21  | 3 mar 2005  | Catalina         | CSS                 | —         | MPC                           |
| 311252              | 2005 EO27  | 3 mar 2005  | Catalina         | CSS                 | —         | MPC                           |
| 311253              | 2005 EY28  | 3 mar 2005  | Catalina         | CSS                 | —         | MPC                           |
| 311254              | 2005 EW38  | 8 mar 2005  | Mayhill          | A. Lowe             | —         | MPC                           |
| 311255              | 2005 EC43  | 3 mar 2005  | Kitt Peak        | Spacewatch          | —         | MPC                           |
| 311256              | 2005 EO50  | 3 mar 2005  | Catalina         | CSS                 | —         | MPC                           |
| 311257              | 2005 EU65  | 4 mar 2005  | Mount Lemmon     | Mount Lemmon Survey | —         | MPC                           |
| 311258              | 2005 EW68  | 7 mar 2005  | Socorro          | LINEAR              | —         | MPC                           |
| 311259              | 2005 EX73  | 3 mar 2005  | Kitt Peak        | Spacewatch          | —         | MPC                           |
| 311260              | 2005 EB74  | 3 mar 2005  | Kitt Peak        | Spacewatch          | —         | MPC                           |
| 311261              | 2005 EA95  | 3 mar 2005  | Catalina         | CSS                 | Juno      | MPC                           |
| 311262              | 2005 EE95  | 8 mar 2005  | Kitt Peak        | Spacewatch          | —         | MPC                           |
| 311263              | 2005 EK100 | 3 mar 2005  | Catalina         | CSS                 | —         | MPC                           |
| 311264              | 2005 EJ112 | 4 mar 2005  | Socorro          | LINEAR              | —         | MPC                           |
| 311265              | 2005 EL131 | 9 mar 2005  | Mount Lemmon     | Mount Lemmon Survey | —         | MPC                           |
| 311266              | 2005 EX131 | 9 mar 2005  | Catalina         | CSS                 | —         | MPC                           |
| 311267              | 2005 ED143 | 10 mar 2005 | Catalina         | CSS                 | —         | MPC                           |
| 311268              | 2005 EB164 | 10 mar 2005 | Mount Lemmon     | Mount Lemmon Survey | —         | MPC                           |
| 311269              | 2005 ET168 | 11 mar 2005 | Mount Lemmon     | Mount Lemmon Survey | —         | MPC                           |
| 311270              | 2005 EU189 | 11 mar 2005 | Mount Lemmon     | Mount Lemmon Survey | —         | MPC                           |
| 311271              | 2005 EZ193 | 11 mar 2005 | Mount Lemmon     | Mount Lemmon Survey | —         | MPC                           |
| 311272              | 2005 EP204 | 11 mar 2005 | Mount Lemmon     | Mount Lemmon Survey | —         | MPC                           |
| 311273              | 2005 EN225 | 9 mar 2005  | Mount Lemmon     | Mount Lemmon Survey | —         | MPC                           |
| 311274              | 2005 EK235 | 10 mar 2005 | Mount Lemmon     | Mount Lemmon Survey | —         | MPC                           |
| 311275              | 2005 EX247 | 12 mar 2005 | Kitt Peak        | Spacewatch          | —         | MPC                           |
| 311276              | 2005 ED253 | 10 mar 2005 | Catalina         | CSS                 | —         | MPC                           |
| 311277              | 2005 EK253 | 11 mar 2005 | Mount Lemmon     | Mount Lemmon Survey | —         | MPC                           |
| 311278              | 2005 EW255 | 11 mar 2005 | Mount Lemmon     | Mount Lemmon Survey | —         | MPC                           |
| 311279              | 2005 ED259 | 11 mar 2005 | Mount Lemmon     | Mount Lemmon Survey | —         | MPC                           |
| 311280              | 2005 EC261 | 12 mar 2005 | Socorro          | LINEAR              | —         | MPC                           |
| 311281              | 2005 EK306 | 4 mar 2005  | Mount Lemmon     | Mount Lemmon Survey | Mitidika  | MPC                           |
| 311282              | 2005 EO315 | 11 mar 2005 | Kitt Peak        | Spacewatch          | —         | MPC                           |
| 311283              | 2005 EF324 | 4 mar 2005  | Socorro          | LINEAR              | —         | MPC                           |
| 311284              | 2005 EY327 | 11 mar 2005 | Kitt Peak        | Spacewatch          | —         | MPC                           |
| 311285              | 2005 FE1   | 16 mar 2005 | Catalina         | CSS                 | —         | MPC                           |
| 311286              | 2005 GX10  | 1 abr 2005  | Kitt Peak        | Spacewatch          | Mitidika  | MPC                           |
| 311287              | 2005 GQ13  | 1 abr 2005  | Anderson Mesa    | LONEOS              | —         | MPC                           |
| 311288              | 2005 GG39  | 4 abr 2005  | Mount Lemmon     | Mount Lemmon Survey | —         | MPC                           |
| 311289              | 2005 GO42  | 5 abr 2005  | Mount Lemmon     | Mount Lemmon Survey | —         | MPC                           |
| 311290              | 2005 GW50  | 1 abr 2005  | Kitt Peak        | Spacewatch          | —         | MPC                           |
| 311291              | 2005 GF132 | 10 abr 2005 | Kitt Peak        | Spacewatch          | —         | MPC                           |
| 311292              | 2005 GB137 | 10 abr 2005 | Kitt Peak        | Spacewatch          | —         | MPC                           |
| 311293              | 2005 GQ138 | 12 abr 2005 | Kitt Peak        | Spacewatch          | —         | MPC                           |
| 311294              | 2005 GQ159 | 12 abr 2005 | Kitt Peak        | Spacewatch          | Chloris   | MPC                           |
| 311295              | 2005 GQ173 | 14 abr 2005 | Kitt Peak        | Spacewatch          | —         | MPC                           |
| 311296              | 2005 GW208 | 2 abr 2005  | Anderson Mesa    | LONEOS              | —         | MPC                           |
| 311297              | 2005 HD7   | 30 abr 2005 | Kitt Peak        | Spacewatch          | —         | MPC                           |
| 311298              | 2005 HH9   | 17 abr 2005 | Kitt Peak        | Spacewatch          | —         | MPC                           |
| 311299              | 2005 JV16  | 4 mai 2005  | Palomar          | NEAT                | —         | MPC                           |
| 311300              | 2005 JF34  | 4 mai 2005  | Kitt Peak        | Spacewatch          | —         | MPC                           |

## 311301–311400
| Designação | Designação | Descoberta  | Descoberta    | Descobridor(es)            | Categoria | Mais informações / Referência |
| Permanente | Provisória | Data        | Local         | Descobridor(es)            | Categoria | Mais informações / Referência |
| ---------- | ---------- | ----------- | ------------- | -------------------------- | --------- | ----------------------------- |
| 311301     | 2005 JA35  | 4 mai 2005  | Kitt Peak     | Spacewatch                 | —         | MPC                           |
| 311302     | 2005 JD44  | 4 mai 2005  | Socorro       | LINEAR                     | —         | MPC                           |
| 311303     | 2005 JV46  | 3 mai 2005  | Kitt Peak     | Spacewatch                 | —         | MPC                           |
| 311304     | 2005 JU50  | 4 mai 2005  | Kitt Peak     | Spacewatch                 | Mitidika  | MPC                           |
| 311305     | 2005 JP101 | 9 mai 2005  | Mount Lemmon  | Mount Lemmon Survey        | —         | MPC                           |
| 311306     | 2005 JB110 | 8 mai 2005  | Kitt Peak     | Spacewatch                 | —         | MPC                           |
| 311307     | 2005 JH118 | 10 mai 2005 | Kitt Peak     | Spacewatch                 | —         | MPC                           |
| 311308     | 2005 JX135 | 8 mai 2005  | Kitt Peak     | Spacewatch                 | —         | MPC                           |
| 311309     | 2005 KY3   | 17 mai 2005 | Mount Lemmon  | Mount Lemmon Survey        | —         | MPC                           |
| 311310     | 2005 KJ12  | 16 mai 2005 | Siding Spring | SSS                        | —         | MPC                           |
| 311311     | 2005 LP    | 1 jun 2005  | Mount Lemmon  | Mount Lemmon Survey        | —         | MPC                           |
| 311312     | 2005 LK5   | 2 jun 2005  | Catalina      | CSS                        | —         | MPC                           |
| 311313     | 2005 LG34  | 10 jun 2005 | Kitt Peak     | Spacewatch                 | —         | MPC                           |
| 311314     | 2005 MV4   | 17 jun 2005 | Mount Lemmon  | Mount Lemmon Survey        | —         | MPC                           |
| 311315     | 2005 MC8   | 27 jun 2005 | Kitt Peak     | Spacewatch                 | —         | MPC                           |
| 311316     | 2005 MZ17  | 27 jun 2005 | Kitt Peak     | Spacewatch                 | —         | MPC                           |
| 311317     | 2005 MH27  | 29 jun 2005 | Kitt Peak     | Spacewatch                 | —         | MPC                           |
| 311318     | 2005 MW33  | 29 jun 2005 | Kitt Peak     | Spacewatch                 | —         | MPC                           |
| 311319     | 2005 ME37  | 30 jun 2005 | Kitt Peak     | Spacewatch                 | —         | MPC                           |
| 311320     | 2005 MH47  | 29 jun 2005 | Kitt Peak     | Spacewatch                 | —         | MPC                           |
| 311321     | 2005 NP1   | 3 jul 2005  | Siding Spring | SSS                        | —         | MPC                           |
| 311322     | 2005 NX6   | 4 jul 2005  | Kitt Peak     | Spacewatch                 | Phocaea   | MPC                           |
| 311323     | 2005 NA11  | 3 jul 2005  | Mount Lemmon  | Mount Lemmon Survey        | —         | MPC                           |
| 311324     | 2005 NU22  | 2 jul 2005  | Catalina      | CSS                        | —         | MPC                           |
| 311325     | 2005 NO23  | 4 jul 2005  | Kitt Peak     | Spacewatch                 | —         | MPC                           |
| 311326     | 2005 NE29  | 5 jul 2005  | Palomar       | NEAT                       | Juno      | MPC                           |
| 311327     | 2005 NK30  | 4 jul 2005  | Kitt Peak     | Spacewatch                 | Eos       | MPC                           |
| 311328     | 2005 NE51  | 7 jul 2005  | Kitt Peak     | Spacewatch                 | Meliboea  | MPC                           |
| 311329     | 2005 NG69  | 4 jul 2005  | Kitt Peak     | Spacewatch                 | —         | MPC                           |
| 311330     | 2005 NM69  | 4 jul 2005  | Mount Lemmon  | Mount Lemmon Survey        | —         | MPC                           |
| 311331     | 2005 NZ94  | 6 jul 2005  | Anderson Mesa | LONEOS                     | Juno      | MPC                           |
| 311332     | 2005 OY    | 16 jul 2005 | Reedy Creek   | J. Broughton               | —         | MPC                           |
| 311333     | 2005 OV9   | 27 jul 2005 | Palomar       | NEAT                       | —         | MPC                           |
| 311334     | 2005 OH20  | 28 jul 2005 | Palomar       | NEAT                       | Eos       | MPC                           |
| 311335     | 2005 OP28  | 31 jul 2005 | Palomar       | NEAT                       | —         | MPC                           |
| 311336     | 2005 QX24  | 27 ago 2005 | Kitt Peak     | Spacewatch                 | —         | MPC                           |
| 311337     | 2005 QY43  | 26 ago 2005 | Palomar       | NEAT                       | —         | MPC                           |
| 311338     | 2005 QA47  | 26 ago 2005 | Palomar       | NEAT                       | —         | MPC                           |
| 311339     | 2005 QK56  | 28 ago 2005 | Kitt Peak     | Spacewatch                 | —         | MPC                           |
| 311340     | 2005 QX58  | 25 ago 2005 | Palomar       | NEAT                       | —         | MPC                           |
| 311341     | 2005 QY61  | 26 ago 2005 | Palomar       | NEAT                       | —         | MPC                           |
| 311342     | 2005 QW78  | 25 ago 2005 | Palomar       | NEAT                       | Ursula    | MPC                           |
| 311343     | 2005 QP92  | 26 ago 2005 | Palomar       | NEAT                       | —         | MPC                           |
| 311344     | 2005 QB122 | 28 ago 2005 | Kitt Peak     | Spacewatch                 | —         | MPC                           |
| 311345     | 2005 QU128 | 28 ago 2005 | Kitt Peak     | Spacewatch                 | —         | MPC                           |
| 311346     | 2005 QJ151 | 30 ago 2005 | Kitt Peak     | Spacewatch                 | —         | MPC                           |
| 311347     | 2005 QJ156 | 30 ago 2005 | Palomar       | NEAT                       | —         | MPC                           |
| 311348     | 2005 QS179 | 26 ago 2005 | Palomar       | NEAT                       | —         | MPC                           |
| 311349     | 2005 QO182 | 29 ago 2005 | Kitt Peak     | Spacewatch                 | —         | MPC                           |
| 311350     | 2005 QR190 | 26 ago 2005 | Palomar       | NEAT                       | —         | MPC                           |
| 311351     | 2005 QS190 | 31 ago 2005 | Palomar       | NEAT                       | —         | MPC                           |
| 311352     | 2005 RQ21  | 6 set 2005  | Anderson Mesa | LONEOS                     | Juno      | MPC                           |
| 311353     | 2005 RZ26  | 10 set 2005 | Anderson Mesa | LONEOS                     | —         | MPC                           |
| 311354     | 2005 RL27  | 10 set 2005 | Anderson Mesa | LONEOS                     | —         | MPC                           |
| 311355     | 2005 RO32  | 13 set 2005 | Sonoita       | W. R. Cooney Jr., J. Gross | —         | MPC                           |
| 311356     | 2005 RY42  | 13 set 2005 | Kitt Peak     | Spacewatch                 | Ursula    | MPC                           |
| 311357     | 2005 RV44  | 2 set 2005  | Palomar       | NEAT                       | —         | MPC                           |
| 311358     | 2005 SU    | 22 set 2005 | Palomar       | NEAT                       | —         | MPC                           |
| 311359     | 2005 SD7   | 24 set 2005 | Kitt Peak     | Spacewatch                 | —         | MPC                           |
| 311360     | 2005 SD30  | 23 set 2005 | Kitt Peak     | Spacewatch                 | —         | MPC                           |
| 311361     | 2005 SW39  | 24 set 2005 | Kitt Peak     | Spacewatch                 | —         | MPC                           |
| 311362     | 2005 SX46  | 24 set 2005 | Kitt Peak     | Spacewatch                 | —         | MPC                           |
| 311363     | 2005 SA74  | 23 set 2005 | Siding Spring | SSS                        | —         | MPC                           |
| 311364     | 2005 SU85  | 24 set 2005 | Kitt Peak     | Spacewatch                 | —         | MPC                           |
| 311365     | 2005 SM99  | 25 set 2005 | Kitt Peak     | Spacewatch                 | —         | MPC                           |
| 311366     | 2005 SV101 | 25 set 2005 | Kitt Peak     | Spacewatch                 | —         | MPC                           |
| 311367     | 2005 SZ109 | 26 set 2005 | Kitt Peak     | Spacewatch                 | —         | MPC                           |
| 311368     | 2005 SQ141 | 25 set 2005 | Kitt Peak     | Spacewatch                 | —         | MPC                           |
| 311369     | 2005 SF147 | 25 set 2005 | Kitt Peak     | Spacewatch                 | —         | MPC                           |
| 311370     | 2005 SL148 | 25 set 2005 | Kitt Peak     | Spacewatch                 | Ursula    | MPC                           |
| 311371     | 2005 SX158 | 26 set 2005 | Kitt Peak     | Spacewatch                 | —         | MPC                           |
| 311372     | 2005 SZ172 | 29 set 2005 | Kitt Peak     | Spacewatch                 | —         | MPC                           |
| 311373     | 2005 SC175 | 29 set 2005 | Kitt Peak     | Spacewatch                 | Ursula    | MPC                           |
| 311374     | 2005 SP200 | 30 set 2005 | Kitt Peak     | Spacewatch                 | —         | MPC                           |
| 311375     | 2005 SH203 | 30 set 2005 | Anderson Mesa | LONEOS                     | —         | MPC                           |
| 311376     | 2005 SO218 | 30 set 2005 | Palomar       | NEAT                       | —         | MPC                           |
| 311377     | 2005 SF221 | 29 set 2005 | Kitt Peak     | Spacewatch                 | —         | MPC                           |
| 311378     | 2005 SF223 | 28 set 2005 | Palomar       | NEAT                       | —         | MPC                           |
| 311379     | 2005 SR232 | 30 set 2005 | Mount Lemmon  | Mount Lemmon Survey        | —         | MPC                           |
| 311380     | 2005 SP245 | 30 set 2005 | Palomar       | NEAT                       | —         | MPC                           |
| 311381     | 2005 SD252 | 24 set 2005 | Palomar       | NEAT                       | Phocaea   | MPC                           |
| 311382     | 2005 SU266 | 29 set 2005 | Anderson Mesa | LONEOS                     | —         | MPC                           |
| 311383     | 2005 SO279 | 23 set 2005 | Kitt Peak     | Spacewatch                 | Brangane  | MPC                           |
| 311384     | 2005 SK285 | 25 set 2005 | Apache Point  | A. C. Becker               | —         | MPC                           |
| 311385     | 2005 SM289 | 24 set 2005 | Kitt Peak     | Spacewatch                 | —         | MPC                           |
| 311386     | 2005 SR291 | 25 set 2005 | Kitt Peak     | Spacewatch                 | —         | MPC                           |
| 311387     | 2005 TK11  | 1 out 2005  | Kitt Peak     | Spacewatch                 | —         | MPC                           |
| 311388     | 2005 TW14  | 3 out 2005  | Palomar       | NEAT                       | —         | MPC                           |
| 311389     | 2005 TB26  | 1 out 2005  | Mount Lemmon  | Mount Lemmon Survey        | —         | MPC                           |
| 311390     | 2005 TA30  | 4 out 2005  | Palomar       | NEAT                       | —         | MPC                           |
| 311391     | 2005 TZ31  | 1 out 2005  | Kitt Peak     | Spacewatch                 | —         | MPC                           |
| 311392     | 2005 TW41  | 3 out 2005  | Socorro       | LINEAR                     | —         | MPC                           |
| 311393     | 2005 TA47  | 3 out 2005  | Catalina      | CSS                        | —         | MPC                           |
| 311394     | 2005 TA59  | 1 out 2005  | Mount Lemmon  | Mount Lemmon Survey        | Ursula    | MPC                           |
| 311395     | 2005 TC88  | 5 out 2005  | Catalina      | CSS                        | —         | MPC                           |
| 311396     | 2005 TL107 | 4 out 2005  | Mount Lemmon  | Mount Lemmon Survey        | Brangane  | MPC                           |
| 311397     | 2005 TH129 | 7 out 2005  | Kitt Peak     | Spacewatch                 | —         | MPC                           |
| 311398     | 2005 TQ161 | 9 out 2005  | Kitt Peak     | Spacewatch                 | Brangane  | MPC                           |
| 311399     | 2005 TG163 | 9 out 2005  | Kitt Peak     | Spacewatch                 | —         | MPC                           |
| 311400     | 2005 TF171 | 10 out 2005 | Anderson Mesa | LONEOS                     | —         | MPC                           |

## 311401–311500
| Designação | Designação | Descoberta  | Descoberta       | Descobridor(es)     | Categoria | Mais informações / Referência |
| Permanente | Provisória | Data        | Local            | Descobridor(es)     | Categoria | Mais informações / Referência |
| ---------- | ---------- | ----------- | ---------------- | ------------------- | --------- | ----------------------------- |
| 311401     | 2005 TE189 | 13 out 2005 | Kitt Peak        | Spacewatch          | Ursula    | MPC                           |
| 311402     | 2005 UU7   | 26 out 2005 | Ottmarsheim      | C. Rinner           | —         | MPC                           |
| 311403     | 2005 UC9   | 21 out 2005 | Palomar          | NEAT                | —         | MPC                           |
| 311404     | 2005 US9   | 21 out 2005 | Palomar          | NEAT                | —         | MPC                           |
| 311405     | 2005 UD12  | 22 out 2005 | Kitt Peak        | Spacewatch          | —         | MPC                           |
| 311406     | 2005 UL13  | 22 out 2005 | Kitt Peak        | Spacewatch          | —         | MPC                           |
| 311407     | 2005 UE23  | 23 out 2005 | Kitt Peak        | Spacewatch          | —         | MPC                           |
| 311408     | 2005 UF24  | 23 out 2005 | Kitt Peak        | Spacewatch          | —         | MPC                           |
| 311409     | 2005 UW24  | 23 out 2005 | Kitt Peak        | Spacewatch          | —         | MPC                           |
| 311410     | 2005 UM25  | 23 out 2005 | Kitt Peak        | Spacewatch          | Themis    | MPC                           |
| 311411     | 2005 UE55  | 23 out 2005 | Catalina         | CSS                 | —         | MPC                           |
| 311412     | 2005 UW60  | 25 out 2005 | Mount Lemmon     | Mount Lemmon Survey | —         | MPC                           |
| 311413     | 2005 UX63  | 25 out 2005 | Mount Lemmon     | Mount Lemmon Survey | —         | MPC                           |
| 311414     | 2005 UA70  | 23 out 2005 | Catalina         | CSS                 | —         | MPC                           |
| 311415     | 2005 UD71  | 23 out 2005 | Catalina         | CSS                 | —         | MPC                           |
| 311416     | 2005 UQ76  | 24 out 2005 | Palomar          | NEAT                | —         | MPC                           |
| 311417     | 2005 UQ77  | 24 out 2005 | Palomar          | NEAT                | —         | MPC                           |
| 311418     | 2005 UV80  | 25 out 2005 | Catalina         | CSS                 | —         | MPC                           |
| 311419     | 2005 UK91  | 22 out 2005 | Kitt Peak        | Spacewatch          | —         | MPC                           |
| 311420     | 2005 UP93  | 22 out 2005 | Kitt Peak        | Spacewatch          | Ursula    | MPC                           |
| 311421     | 2005 UA101 | 22 out 2005 | Kitt Peak        | Spacewatch          | —         | MPC                           |
| 311422     | 2005 US107 | 22 out 2005 | Palomar          | NEAT                | —         | MPC                           |
| 311423     | 2005 UG119 | 24 out 2005 | Kitt Peak        | Spacewatch          | —         | MPC                           |
| 311424     | 2005 UW127 | 24 out 2005 | Kitt Peak        | Spacewatch          | —         | MPC                           |
| 311425     | 2005 UM128 | 24 out 2005 | Kitt Peak        | Spacewatch          | —         | MPC                           |
| 311426     | 2005 UQ129 | 24 out 2005 | Kitt Peak        | Spacewatch          | —         | MPC                           |
| 311427     | 2005 UN131 | 24 out 2005 | Palomar          | NEAT                | —         | MPC                           |
| 311428     | 2005 UU134 | 25 out 2005 | Anderson Mesa    | LONEOS              | —         | MPC                           |
| 311429     | 2005 UT166 | 24 out 2005 | Kitt Peak        | Spacewatch          | —         | MPC                           |
| 311430     | 2005 UJ167 | 24 out 2005 | Kitt Peak        | Spacewatch          | Brangane  | MPC                           |
| 311431     | 2005 UR175 | 24 out 2005 | Kitt Peak        | Spacewatch          | —         | MPC                           |
| 311432     | 2005 US175 | 24 out 2005 | Kitt Peak        | Spacewatch          | —         | MPC                           |
| 311433     | 2005 UV175 | 24 out 2005 | Kitt Peak        | Spacewatch          | —         | MPC                           |
| 311434     | 2005 UX198 | 25 out 2005 | Kitt Peak        | Spacewatch          | —         | MPC                           |
| 311435     | 2005 UJ218 | 23 out 2005 | Catalina         | CSS                 | Maria     | MPC                           |
| 311436     | 2005 UC219 | 25 out 2005 | Kitt Peak        | Spacewatch          | —         | MPC                           |
| 311437     | 2005 UL219 | 25 out 2005 | Kitt Peak        | Spacewatch          | Ursula    | MPC                           |
| 311438     | 2005 UN228 | 25 out 2005 | Kitt Peak        | Spacewatch          | —         | MPC                           |
| 311439     | 2005 UA229 | 25 out 2005 | Kitt Peak        | Spacewatch          | Brangane  | MPC                           |
| 311440     | 2005 UE230 | 25 out 2005 | Kitt Peak        | Spacewatch          | —         | MPC                           |
| 311441     | 2005 UV232 | 25 out 2005 | Kitt Peak        | Spacewatch          | —         | MPC                           |
| 311442     | 2005 UZ233 | 25 out 2005 | Kitt Peak        | Spacewatch          | —         | MPC                           |
| 311443     | 2005 UK237 | 25 out 2005 | Kitt Peak        | Spacewatch          | —         | MPC                           |
| 311444     | 2005 UR245 | 26 out 2005 | Kitt Peak        | Spacewatch          | —         | MPC                           |
| 311445     | 2005 UZ255 | 24 out 2005 | Kitt Peak        | Spacewatch          | —         | MPC                           |
| 311446     | 2005 UV261 | 26 out 2005 | Kitt Peak        | Spacewatch          | —         | MPC                           |
| 311447     | 2005 UY274 | 28 out 2005 | Mount Lemmon     | Mount Lemmon Survey | —         | MPC                           |
| 311448     | 2005 UG287 | 26 out 2005 | Kitt Peak        | Spacewatch          | —         | MPC                           |
| 311449     | 2005 UW288 | 26 out 2005 | Kitt Peak        | Spacewatch          | —         | MPC                           |
| 311450     | 2005 UB293 | 26 out 2005 | Kitt Peak        | Spacewatch          | —         | MPC                           |
| 311451     | 2005 UZ317 | 27 out 2005 | Kitt Peak        | Spacewatch          | —         | MPC                           |
| 311452     | 2005 UG325 | 29 out 2005 | Mount Lemmon     | Mount Lemmon Survey | —         | MPC                           |
| 311453     | 2005 UJ341 | 31 out 2005 | Mount Lemmon     | Mount Lemmon Survey | —         | MPC                           |
| 311454     | 2005 UF351 | 29 out 2005 | Catalina         | CSS                 | —         | MPC                           |
| 311455     | 2005 UJ351 | 29 out 2005 | Catalina         | CSS                 | —         | MPC                           |
| 311456     | 2005 UN375 | 27 out 2005 | Kitt Peak        | Spacewatch          | —         | MPC                           |
| 311457     | 2005 UL385 | 28 out 2005 | Catalina         | CSS                 | —         | MPC                           |
| 311458     | 2005 UB386 | 29 out 2005 | Mount Lemmon     | Mount Lemmon Survey | —         | MPC                           |
| 311459     | 2005 UE397 | 28 out 2005 | Mount Lemmon     | Mount Lemmon Survey | Brangane  | MPC                           |
| 311460     | 2005 UA416 | 25 out 2005 | Kitt Peak        | Spacewatch          | —         | MPC                           |
| 311461     | 2005 UY429 | 28 out 2005 | Kitt Peak        | Spacewatch          | Brangane  | MPC                           |
| 311462     | 2005 UP432 | 28 out 2005 | Kitt Peak        | Spacewatch          | —         | MPC                           |
| 311463     | 2005 UO440 | 29 out 2005 | Catalina         | CSS                 | Brangane  | MPC                           |
| 311464     | 2005 UJ452 | 28 out 2005 | Campo Imperatore | CINEOS              | Ursula    | MPC                           |
| 311465     | 2005 UQ455 | 29 out 2005 | Catalina         | CSS                 | Brangane  | MPC                           |
| 311466     | 2005 UN458 | 30 out 2005 | Mount Lemmon     | Mount Lemmon Survey | —         | MPC                           |
| 311467     | 2005 UH459 | 31 out 2005 | Kitt Peak        | Spacewatch          | —         | MPC                           |
| 311468     | 2005 UP475 | 22 out 2005 | Palomar          | NEAT                | —         | MPC                           |
| 311469     | 2005 UQ485 | 22 out 2005 | Catalina         | CSS                 | —         | MPC                           |
| 311470     | 2005 UV487 | 23 out 2005 | Catalina         | CSS                 | —         | MPC                           |
| 311471     | 2005 UX489 | 23 out 2005 | Catalina         | CSS                 | —         | MPC                           |
| 311472     | 2005 UL495 | 26 out 2005 | Socorro          | LINEAR              | —         | MPC                           |
| 311473     | 2005 UV496 | 27 out 2005 | Palomar          | NEAT                | —         | MPC                           |
| 311474     | 2005 UD499 | 27 out 2005 | Socorro          | LINEAR              | —         | MPC                           |
| 311475     | 2005 UW500 | 27 out 2005 | Catalina         | CSS                 | —         | MPC                           |
| 311476     | 2005 UA502 | 28 out 2005 | Catalina         | CSS                 | —         | MPC                           |
| 311477     | 2005 UQ511 | 28 out 2005 | Kitt Peak        | Spacewatch          | —         | MPC                           |
| 311478     | 2005 UG516 | 29 out 2005 | Mount Lemmon     | Mount Lemmon Survey | —         | MPC                           |
| 311479     | 2005 UJ516 | 29 out 2005 | Mount Lemmon     | Mount Lemmon Survey | —         | MPC                           |
| 311480     | 2005 VQ15  | 1 nov 2005  | Catalina         | CSS                 | —         | MPC                           |
| 311481     | 2005 VS30  | 4 nov 2005  | Kitt Peak        | Spacewatch          | —         | MPC                           |
| 311482     | 2005 VJ33  | 23 out 2005 | Palomar          | NEAT                | Ursula    | MPC                           |
| 311483     | 2005 VR47  | 5 nov 2005  | Kitt Peak        | Spacewatch          | —         | MPC                           |
| 311484     | 2005 VM49  | 2 nov 2005  | Socorro          | LINEAR              | —         | MPC                           |
| 311485     | 2005 VB53  | 3 nov 2005  | Socorro          | LINEAR              | —         | MPC                           |
| 311486     | 2005 VZ55  | 4 nov 2005  | Catalina         | CSS                 | —         | MPC                           |
| 311487     | 2005 VU97  | 5 nov 2005  | Kitt Peak        | Spacewatch          | Ursula    | MPC                           |
| 311488     | 2005 VE107 | 5 nov 2005  | Kitt Peak        | Spacewatch          | —         | MPC                           |
| 311489     | 2005 VY110 | 6 nov 2005  | Mount Lemmon     | Mount Lemmon Survey | —         | MPC                           |
| 311490     | 2005 VZ117 | 12 nov 2005 | Socorro          | LINEAR              | —         | MPC                           |
| 311491     | 2005 VT120 | 4 nov 2005  | Catalina         | CSS                 | Juno      | MPC                           |
| 311492     | 2005 WD4   | 18 nov 2005 | Palomar          | NEAT                | —         | MPC                           |
| 311493     | 2005 WP10  | 22 nov 2005 | Kitt Peak        | Spacewatch          | —         | MPC                           |
| 311494     | 2005 WR26  | 21 nov 2005 | Kitt Peak        | Spacewatch          | —         | MPC                           |
| 311495     | 2005 WQ27  | 21 nov 2005 | Kitt Peak        | Spacewatch          | —         | MPC                           |
| 311496     | 2005 WQ42  | 21 nov 2005 | Kitt Peak        | Spacewatch          | —         | MPC                           |
| 311497     | 2005 WB47  | 25 nov 2005 | Kitt Peak        | Spacewatch          | —         | MPC                           |
| 311498     | 2005 WO56  | 29 nov 2005 | Socorro          | LINEAR              | —         | MPC                           |
| 311499     | 2005 WM57  | 30 nov 2005 | Mayhill          | iTelescope Obs.     | —         | MPC                           |
| 311500     | 2005 WE64  | 25 nov 2005 | Kitt Peak        | Spacewatch          | —         | MPC                           |

## 311501–311600
| Designação | Designação | Descoberta  | Descoberta    | Descobridor(es)     | Categoria | Mais informações / Referência |
| Permanente | Provisória | Data        | Local         | Descobridor(es)     | Categoria | Mais informações / Referência |
| ---------- | ---------- | ----------- | ------------- | ------------------- | --------- | ----------------------------- |
| 311501     | 2005 WT66  | 22 nov 2005 | Kitt Peak     | Spacewatch          | —         | MPC                           |
| 311502     | 2005 WV68  | 25 nov 2005 | Mount Lemmon  | Mount Lemmon Survey | —         | MPC                           |
| 311503     | 2005 WU74  | 28 nov 2005 | Palomar       | NEAT                | —         | MPC                           |
| 311504     | 2005 WB112 | 30 nov 2005 | Mount Lemmon  | Mount Lemmon Survey | —         | MPC                           |
| 311505     | 2005 WM114 | 28 nov 2005 | Socorro       | LINEAR              | —         | MPC                           |
| 311506     | 2005 WL117 | 28 nov 2005 | Socorro       | LINEAR              | —         | MPC                           |
| 311507     | 2005 WM121 | 30 nov 2005 | Mount Lemmon  | Mount Lemmon Survey | —         | MPC                           |
| 311508     | 2005 WB139 | 26 nov 2005 | Mount Lemmon  | Mount Lemmon Survey | —         | MPC                           |
| 311509     | 2005 WS140 | 26 nov 2005 | Mount Lemmon  | Mount Lemmon Survey | —         | MPC                           |
| 311510     | 2005 WO144 | 24 nov 2005 | Palomar       | NEAT                | —         | MPC                           |
| 311511     | 2005 WL150 | 28 nov 2005 | Socorro       | LINEAR              | —         | MPC                           |
| 311512     | 2005 WH151 | 28 nov 2005 | Socorro       | LINEAR              | —         | MPC                           |
| 311513     | 2005 WX155 | 29 nov 2005 | Palomar       | NEAT                | —         | MPC                           |
| 311514     | 2005 WB156 | 29 nov 2005 | Palomar       | NEAT                | —         | MPC                           |
| 311515     | 2005 WK172 | 5 nov 2005  | Mount Lemmon  | Mount Lemmon Survey | —         | MPC                           |
| 311516     | 2005 WN174 | 30 nov 2005 | Mount Lemmon  | Mount Lemmon Survey | —         | MPC                           |
| 311517     | 2005 WY178 | 26 nov 2005 | Catalina      | CSS                 | —         | MPC                           |
| 311518     | 2005 WG179 | 21 nov 2005 | Anderson Mesa | LONEOS              | —         | MPC                           |
| 311519     | 2005 WJ190 | 20 nov 2005 | Palomar       | NEAT                | —         | MPC                           |
| 311520     | 2005 XH3   | 1 dez 2005  | Mount Lemmon  | Mount Lemmon Survey | Brangane  | MPC                           |
| 311521     | 2005 XF12  | 1 dez 2005  | Socorro       | LINEAR              | —         | MPC                           |
| 311522     | 2005 XK33  | 4 dez 2005  | Kitt Peak     | Spacewatch          | —         | MPC                           |
| 311523     | 2005 XZ77  | 9 dez 2005  | Gnosca        | S. Sposetti         | —         | MPC                           |
| 311524     | 2005 XD84  | 7 dez 2005  | Catalina      | CSS                 | —         | MPC                           |
| 311525     | 2005 XE91  | 10 dez 2005 | Kitt Peak     | Spacewatch          | —         | MPC                           |
| 311526     | 2005 YN25  | 24 dez 2005 | Kitt Peak     | Spacewatch          | —         | MPC                           |
| 311527     | 2005 YL34  | 24 dez 2005 | Kitt Peak     | Spacewatch          | —         | MPC                           |
| 311528     | 2005 YL41  | 21 dez 2005 | Catalina      | CSS                 | Ursula    | MPC                           |
| 311529     | 2005 YL46  | 25 dez 2005 | Kitt Peak     | Spacewatch          | —         | MPC                           |
| 311530     | 2005 YY49  | 25 dez 2005 | Kitt Peak     | Spacewatch          | —         | MPC                           |
| 311531     | 2005 YJ52  | 26 dez 2005 | Mount Lemmon  | Mount Lemmon Survey | —         | MPC                           |
| 311532     | 2005 YM62  | 24 dez 2005 | Kitt Peak     | Spacewatch          | Ursula    | MPC                           |
| 311533     | 2005 YG103 | 25 dez 2005 | Kitt Peak     | Spacewatch          | —         | MPC                           |
| 311534     | 2005 YF109 | 25 dez 2005 | Kitt Peak     | Spacewatch          | —         | MPC                           |
| 311535     | 2005 YB112 | 25 dez 2005 | Mount Lemmon  | Mount Lemmon Survey | —         | MPC                           |
| 311536     | 2005 YO116 | 25 dez 2005 | Kitt Peak     | Spacewatch          | —         | MPC                           |
| 311537     | 2005 YQ121 | 28 dez 2005 | Catalina      | CSS                 | —         | MPC                           |
| 311538     | 2005 YX155 | 25 dez 2005 | Kitt Peak     | Spacewatch          | —         | MPC                           |
| 311539     | 2005 YL173 | 24 dez 2005 | Socorro       | LINEAR              | —         | MPC                           |
| 311540     | 2005 YW199 | 26 dez 2005 | Kitt Peak     | Spacewatch          | —         | MPC                           |
| 311541     | 2005 YG213 | 29 dez 2005 | Palomar       | NEAT                | —         | MPC                           |
| 311542     | 2005 YF214 | 30 dez 2005 | Catalina      | CSS                 | —         | MPC                           |
| 311543     | 2005 YS220 | 29 dez 2005 | Palomar       | NEAT                | —         | MPC                           |
| 311544     | 2005 YE231 | 27 dez 2005 | Mount Lemmon  | Mount Lemmon Survey | Ursula    | MPC                           |
| 311545     | 2005 YP234 | 28 dez 2005 | Kitt Peak     | Spacewatch          | —         | MPC                           |
| 311546     | 2005 YD250 | 28 dez 2005 | Kitt Peak     | Spacewatch          | —         | MPC                           |
| 311547     | 2005 YV274 | 25 dez 2005 | Catalina      | CSS                 | —         | MPC                           |
| 311548     | 2006 AG7   | 5 jan 2006  | Anderson Mesa | LONEOS              | —         | MPC                           |
| 311549     | 2006 AQ13  | 5 jan 2006  | Mount Lemmon  | Mount Lemmon Survey | —         | MPC                           |
| 311550     | 2006 AR53  | 5 jan 2006  | Kitt Peak     | Spacewatch          | —         | MPC                           |
| 311551     | 2006 AC91  | 6 jan 2006  | Mount Lemmon  | Mount Lemmon Survey | Ursula    | MPC                           |
| 311552     | 2006 BN54  | 25 jan 2006 | Kitt Peak     | Spacewatch          | —         | MPC                           |
| 311553     | 2006 BN100 | 28 jan 2006 | 7300          | W. K. Y. Yeung      | —         | MPC                           |
| 311554     | 2006 BQ147 | 31 jan 2006 | Siding Spring | SSS                 | —         | MPC                           |
| 311555     | 2006 BA148 | 31 jan 2006 | Kitt Peak     | Spacewatch          | —         | MPC                           |
| 311556     | 2006 BF165 | 26 jan 2006 | Catalina      | CSS                 | —         | MPC                           |
| 311557     | 2006 BY199 | 30 jan 2006 | Kitt Peak     | Spacewatch          | —         | MPC                           |
| 311558     | 2006 BE216 | 26 jan 2006 | Catalina      | CSS                 | —         | MPC                           |
| 311559     | 2006 BK226 | 30 jan 2006 | Kitt Peak     | Spacewatch          | —         | MPC                           |
| 311560     | 2006 BS227 | 30 jan 2006 | Kitt Peak     | Spacewatch          | —         | MPC                           |
| 311561     | 2006 BF252 | 31 jan 2006 | Kitt Peak     | Spacewatch          | —         | MPC                           |
| 311562     | 2006 CF8   | 1 fev 2006  | Mount Lemmon  | Mount Lemmon Survey | —         | MPC                           |
| 311563     | 2006 CY37  | 2 fev 2006  | Mount Lemmon  | Mount Lemmon Survey | —         | MPC                           |
| 311564     | 2006 DA39  | 21 fev 2006 | Mount Lemmon  | Mount Lemmon Survey | —         | MPC                           |
| 311565     | 2006 DN46  | 20 fev 2006 | Catalina      | CSS                 | —         | MPC                           |
| 311566     | 2006 DK150 | 25 fev 2006 | Kitt Peak     | Spacewatch          | —         | MPC                           |
| 311567     | 2006 DA176 | 27 fev 2006 | Mount Lemmon  | Mount Lemmon Survey | —         | MPC                           |
| 311568     | 2006 DP214 | 20 fev 2006 | Kitt Peak     | Spacewatch          | —         | MPC                           |
| 311569     | 2006 EN33  | 3 mar 2006  | Catalina      | CSS                 | —         | MPC                           |
| 311570     | 2006 FB17  | 23 mar 2006 | Mount Lemmon  | Mount Lemmon Survey | —         | MPC                           |
| 311571     | 2006 FG18  | 23 mar 2006 | Kitt Peak     | Spacewatch          | —         | MPC                           |
| 311572     | 2006 FH42  | 26 mar 2006 | Mount Lemmon  | Mount Lemmon Survey | —         | MPC                           |
| 311573     | 2006 GA7   | 2 abr 2006  | Kitt Peak     | Spacewatch          | —         | MPC                           |
| 311574     | 2006 GT12  | 2 abr 2006  | Kitt Peak     | Spacewatch          | —         | MPC                           |
| 311575     | 2006 GX26  | 2 abr 2006  | Kitt Peak     | Spacewatch          | —         | MPC                           |
| 311576     | 2006 GQ27  | 6 fev 1995  | Kitt Peak     | Spacewatch          | —         | MPC                           |
| 311577     | 2006 GZ30  | 2 abr 2006  | Mount Lemmon  | Mount Lemmon Survey | —         | MPC                           |
| 311578     | 2006 GO40  | 6 abr 2006  | Catalina      | CSS                 | —         | MPC                           |
| 311579     | 2006 HM5   | 19 abr 2006 | Catalina      | CSS                 | —         | MPC                           |
| 311580     | 2006 HF30  | 19 abr 2006 | Palomar       | NEAT                | —         | MPC                           |
| 311581     | 2006 HO35  | 19 abr 2006 | Catalina      | CSS                 | —         | MPC                           |
| 311582     | 2006 HN45  | 25 abr 2006 | Kitt Peak     | Spacewatch          | —         | MPC                           |
| 311583     | 2006 HL49  | 25 abr 2006 | Kitt Peak     | Spacewatch          | —         | MPC                           |
| 311584     | 2006 HY65  | 24 abr 2006 | Kitt Peak     | Spacewatch          | —         | MPC                           |
| 311585     | 2006 HN71  | 25 abr 2006 | Kitt Peak     | Spacewatch          | —         | MPC                           |
| 311586     | 2006 HV96  | 30 abr 2006 | Kitt Peak     | Spacewatch          | —         | MPC                           |
| 311587     | 2006 HS102 | 30 abr 2006 | Kitt Peak     | Spacewatch          | —         | MPC                           |
| 311588     | 2006 HT120 | 30 abr 2006 | Kitt Peak     | Spacewatch          | —         | MPC                           |
| 311589     | 2006 HZ151 | 21 abr 2006 | Catalina      | CSS                 | —         | MPC                           |
| 311590     | 2006 HB152 | 24 abr 2006 | Mount Lemmon  | Mount Lemmon Survey | —         | MPC                           |
| 311591     | 2006 JY35  | 4 mai 2006  | Kitt Peak     | Spacewatch          | —         | MPC                           |
| 311592     | 2006 JC42  | 9 mai 2006  | Mount Lemmon  | Mount Lemmon Survey | Vesta     | MPC                           |
| 311593     | 2006 JO45  | 8 mai 2006  | Mount Lemmon  | Mount Lemmon Survey | —         | MPC                           |
| 311594     | 2006 KN23  | 16 mai 2006 | Siding Spring | SSS                 | —         | MPC                           |
| 311595     | 2006 KL29  | 20 mai 2006 | Kitt Peak     | Spacewatch          | —         | MPC                           |
| 311596     | 2006 KY40  | 6 mai 2006  | Mount Lemmon  | Mount Lemmon Survey | —         | MPC                           |
| 311597     | 2006 KT48  | 21 mai 2006 | Kitt Peak     | Spacewatch          | —         | MPC                           |
| 311598     | 2006 KL59  | 22 mai 2006 | Kitt Peak     | Spacewatch          | —         | MPC                           |
| 311599     | 2006 KN59  | 22 mai 2006 | Kitt Peak     | Spacewatch          | —         | MPC                           |
| 311600     | 2006 KH67  | 24 mai 2006 | Mount Lemmon  | Mount Lemmon Survey | —         | MPC                           |

## 311601–311700
| Designação | Designação | Descoberta  | Descoberta       | Descobridor(es)     | Categoria | Mais informações / Referência |
| Permanente | Provisória | Data        | Local            | Descobridor(es)     | Categoria | Mais informações / Referência |
| ---------- | ---------- | ----------- | ---------------- | ------------------- | --------- | ----------------------------- |
| 311601     | 2006 KD72  | 22 mai 2006 | Kitt Peak        | Spacewatch          | —         | MPC                           |
| 311602     | 2006 KA91  | 24 mai 2006 | Mount Lemmon     | Mount Lemmon Survey | —         | MPC                           |
| 311603     | 2006 KD121 | 21 mai 2006 | Siding Spring    | SSS                 | —         | MPC                           |
| 311604     | 2006 KD137 | 25 mai 2006 | Mauna Kea        | P. A. Wiegert       | —         | MPC                           |
| 311605     | 2006 MK7   | 18 jun 2006 | Kitt Peak        | Spacewatch          | —         | MPC                           |
| 311606     | 2006 MW7   | 18 jun 2006 | Kitt Peak        | Spacewatch          | —         | MPC                           |
| 311607     | 2006 MV8   | 19 jun 2006 | Mount Lemmon     | Mount Lemmon Survey | Meliboea  | MPC                           |
| 311608     | 2006 OT2   | 20 jul 2006 | Socorro          | LINEAR              | —         | MPC                           |
| 311609     | 2006 OC16  | 30 jul 2006 | Reedy Creek      | J. Broughton        | —         | MPC                           |
| 311610     | 2006 OE17  | 21 jul 2006 | Catalina         | CSS                 | —         | MPC                           |
| 311611     | 2006 OD20  | 18 jul 2006 | Siding Spring    | SSS                 | —         | MPC                           |
| 311612     | 2006 PV11  | 13 ago 2006 | Palomar          | NEAT                | —         | MPC                           |
| 311613     | 2006 PD25  | 13 ago 2006 | Palomar          | NEAT                | —         | MPC                           |
| 311614     | 2006 PA29  | 10 ago 2006 | Palomar          | NEAT                | —         | MPC                           |
| 311615     | 2006 PP31  | 14 ago 2006 | Siding Spring    | SSS                 | Vesta     | MPC                           |
| 311616     | 2006 PT40  | 14 ago 2006 | Palomar          | NEAT                | —         | MPC                           |
| 311617     | 2006 PS43  | 12 ago 2006 | Palomar          | NEAT                | —         | MPC                           |
| 311618     | 2006 QO3   | 18 ago 2006 | Socorro          | LINEAR              | —         | MPC                           |
| 311619     | 2006 QV5   | 18 ago 2006 | Reedy Creek      | J. Broughton        | —         | MPC                           |
| 311620     | 2006 QM7   | 18 ago 2006 | Kitt Peak        | Spacewatch          | —         | MPC                           |
| 311621     | 2006 QZ12  | 16 ago 2006 | Siding Spring    | SSS                 | —         | MPC                           |
| 311622     | 2006 QW20  | 18 ago 2006 | Anderson Mesa    | LONEOS              | —         | MPC                           |
| 311623     | 2006 QZ22  | 19 ago 2006 | Anderson Mesa    | LONEOS              | —         | MPC                           |
| 311624     | 2006 QA23  | 19 ago 2006 | Anderson Mesa    | LONEOS              | —         | MPC                           |
| 311625     | 2006 QK23  | 20 ago 2006 | Dax              | Dax Obs.            | —         | MPC                           |
| 311626     | 2006 QF28  | 20 ago 2006 | Kitt Peak        | Spacewatch          | —         | MPC                           |
| 311627     | 2006 QW38  | 18 ago 2006 | Anderson Mesa    | LONEOS              | —         | MPC                           |
| 311628     | 2006 QL51  | 23 ago 2006 | Palomar          | NEAT                | —         | MPC                           |
| 311629     | 2006 QC57  | 19 ago 2006 | Kitt Peak        | Spacewatch          | —         | MPC                           |
| 311630     | 2006 QG66  | 20 ago 2006 | Palomar          | NEAT                | —         | MPC                           |
| 311631     | 2006 QS115 | 27 ago 2006 | Anderson Mesa    | LONEOS              | —         | MPC                           |
| 311632     | 2006 QS126 | 16 ago 2006 | Palomar          | NEAT                | —         | MPC                           |
| 311633     | 2006 QC130 | 19 ago 2006 | Palomar          | NEAT                | —         | MPC                           |
| 311634     | 2006 QB131 | 20 ago 2006 | Palomar          | NEAT                | —         | MPC                           |
| 311635     | 2006 QK131 | 22 ago 2006 | Palomar          | NEAT                | —         | MPC                           |
| 311636     | 2006 QZ144 | 29 ago 2006 | Anderson Mesa    | LONEOS              | —         | MPC                           |
| 311637     | 2006 QN167 | 30 ago 2006 | Anderson Mesa    | LONEOS              | —         | MPC                           |
| 311638     | 2006 QV168 | 30 ago 2006 | Anderson Mesa    | LONEOS              | —         | MPC                           |
| 311639     | 2006 QZ168 | 30 ago 2006 | Anderson Mesa    | LONEOS              | —         | MPC                           |
| 311640     | 2006 QB186 | 28 ago 2006 | Kitt Peak        | Spacewatch          | —         | MPC                           |
| 311641     | 2006 RZ1   | 11 set 2006 | Catalina         | CSS                 | —         | MPC                           |
| 311642     | 2006 RH5   | 14 set 2006 | Catalina         | CSS                 | —         | MPC                           |
| 311643     | 2006 RY6   | 14 set 2006 | Catalina         | CSS                 | —         | MPC                           |
| 311644     | 2006 RH14  | 14 set 2006 | Kitt Peak        | Spacewatch          | —         | MPC                           |
| 311645     | 2006 RW22  | 15 set 2006 | Goodricke-Pigott | R. A. Tucker        | —         | MPC                           |
| 311646     | 2006 RG32  | 15 set 2006 | Kitt Peak        | Spacewatch          | —         | MPC                           |
| 311647     | 2006 RO32  | 15 set 2006 | Kitt Peak        | Spacewatch          | —         | MPC                           |
| 311648     | 2006 RN34  | 12 set 2006 | Catalina         | CSS                 | —         | MPC                           |
| 311649     | 2006 RJ35  | 14 set 2006 | Catalina         | CSS                 | —         | MPC                           |
| 311650     | 2006 RN62  | 12 set 2006 | Catalina         | CSS                 | —         | MPC                           |
| 311651     | 2006 RA69  | 15 set 2006 | Kitt Peak        | Spacewatch          | —         | MPC                           |
| 311652     | 2006 RR70  | 15 set 2006 | Kitt Peak        | Spacewatch          | —         | MPC                           |
| 311653     | 2006 RA76  | 15 set 2006 | Kitt Peak        | Spacewatch          | —         | MPC                           |
| 311654     | 2006 RQ84  | 15 set 2006 | Kitt Peak        | Spacewatch          | —         | MPC                           |
| 311655     | 2006 RL88  | 15 set 2006 | Kitt Peak        | Spacewatch          | —         | MPC                           |
| 311656     | 2006 RE89  | 15 set 2006 | Kitt Peak        | Spacewatch          | —         | MPC                           |
| 311657     | 2006 RS94  | 15 set 2006 | Kitt Peak        | Spacewatch          | —         | MPC                           |
| 311658     | 2006 RW120 | 14 set 2006 | Kitt Peak        | Spacewatch          | —         | MPC                           |
| 311659     | 2006 SS8   | 16 set 2006 | Catalina         | CSS                 | —         | MPC                           |
| 311660     | 2006 SV13  | 17 set 2006 | Kitt Peak        | Spacewatch          | —         | MPC                           |
| 311661     | 2006 SQ15  | 17 set 2006 | Catalina         | CSS                 | —         | MPC                           |
| 311662     | 2006 SX15  | 17 set 2006 | Catalina         | CSS                 | —         | MPC                           |
| 311663     | 2006 SK27  | 16 set 2006 | Catalina         | CSS                 | —         | MPC                           |
| 311664     | 2006 SS28  | 17 set 2006 | Kitt Peak        | Spacewatch          | —         | MPC                           |
| 311665     | 2006 SM33  | 17 set 2006 | Catalina         | CSS                 | —         | MPC                           |
| 311666     | 2006 SG35  | 17 set 2006 | Kitt Peak        | Spacewatch          | —         | MPC                           |
| 311667     | 2006 SU35  | 17 set 2006 | Anderson Mesa    | LONEOS              | —         | MPC                           |
| 311668     | 2006 SM39  | 18 set 2006 | Catalina         | CSS                 | —         | MPC                           |
| 311669     | 2006 ST39  | 18 set 2006 | Catalina         | CSS                 | —         | MPC                           |
| 311670     | 2006 SM46  | 19 set 2006 | Anderson Mesa    | LONEOS              | —         | MPC                           |
| 311671     | 2006 SC48  | 19 set 2006 | Kitt Peak        | Spacewatch          | —         | MPC                           |
| 311672     | 2006 SJ51  | 17 set 2006 | Anderson Mesa    | LONEOS              | —         | MPC                           |
| 311673     | 2006 SX53  | 16 set 2006 | Catalina         | CSS                 | —         | MPC                           |
| 311674     | 2006 SU56  | 20 set 2006 | Catalina         | CSS                 | —         | MPC                           |
| 311675     | 2006 SZ60  | 18 set 2006 | Catalina         | CSS                 | —         | MPC                           |
| 311676     | 2006 SU62  | 18 set 2006 | Catalina         | CSS                 | —         | MPC                           |
| 311677     | 2006 SN64  | 17 set 2006 | Kitt Peak        | Spacewatch          | —         | MPC                           |
| 311678     | 2006 SJ66  | 19 set 2006 | Kitt Peak        | Spacewatch          | —         | MPC                           |
| 311679     | 2006 SD70  | 19 set 2006 | Kitt Peak        | Spacewatch          | Themis    | MPC                           |
| 311680     | 2006 SL74  | 19 set 2006 | Kitt Peak        | Spacewatch          | —         | MPC                           |
| 311681     | 2006 SV77  | 17 set 2006 | Kitt Peak        | Spacewatch          | —         | MPC                           |
| 311682     | 2006 SB79  | 17 set 2006 | Catalina         | CSS                 | —         | MPC                           |
| 311683     | 2006 SY82  | 18 set 2006 | Kitt Peak        | Spacewatch          | —         | MPC                           |
| 311684     | 2006 SN91  | 18 set 2006 | Kitt Peak        | Spacewatch          | —         | MPC                           |
| 311685     | 2006 SD94  | 18 set 2006 | Kitt Peak        | Spacewatch          | Themis    | MPC                           |
| 311686     | 2006 SJ95  | 18 set 2006 | Kitt Peak        | Spacewatch          | —         | MPC                           |
| 311687     | 2006 SR102 | 19 set 2006 | Kitt Peak        | Spacewatch          | —         | MPC                           |
| 311688     | 2006 SF113 | 23 set 2006 | Kitt Peak        | Spacewatch          | —         | MPC                           |
| 311689     | 2006 SC117 | 24 set 2006 | Kitt Peak        | Spacewatch          | —         | MPC                           |
| 311690     | 2006 SO119 | 18 set 2006 | Catalina         | CSS                 | —         | MPC                           |
| 311691     | 2006 SV119 | 18 set 2006 | Catalina         | CSS                 | —         | MPC                           |
| 311692     | 2006 SD120 | 18 set 2006 | Catalina         | CSS                 | —         | MPC                           |
| 311693     | 2006 SO120 | 18 set 2006 | Catalina         | CSS                 | —         | MPC                           |
| 311694     | 2006 SN122 | 19 set 2006 | Catalina         | CSS                 | Phocaea   | MPC                           |
| 311695     | 2006 SL130 | 20 set 2006 | Anderson Mesa    | LONEOS              | —         | MPC                           |
| 311696     | 2006 SK141 | 25 set 2006 | Anderson Mesa    | LONEOS              | —         | MPC                           |
| 311697     | 2006 SD142 | 19 set 2006 | Kitt Peak        | Spacewatch          | —         | MPC                           |
| 311698     | 2006 SW142 | 19 set 2006 | Kitt Peak        | Spacewatch          | —         | MPC                           |
| 311699     | 2006 SY142 | 19 set 2006 | Kitt Peak        | Spacewatch          | —         | MPC                           |
| 311700     | 2006 SY148 | 19 set 2006 | Kitt Peak        | Spacewatch          | —         | MPC                           |

## 311701–311800
| Designação           | Designação | Descoberta  | Descoberta        | Descobridor(es)     | Categoria | Mais informações / Referência |
| Permanente           | Provisória | Data        | Local             | Descobridor(es)     | Categoria | Mais informações / Referência |
| -------------------- | ---------- | ----------- | ----------------- | ------------------- | --------- | ----------------------------- |
| 311701               | 2006 SP158 | 23 set 2006 | Kitt Peak         | Spacewatch          | —         | MPC                           |
| 311702               | 2006 SS189 | 26 set 2006 | Kitt Peak         | Spacewatch          | —         | MPC                           |
| 311703               | 2006 SB193 | 26 set 2006 | Mount Lemmon      | Mount Lemmon Survey | —         | MPC                           |
| 311704               | 2006 SX196 | 26 set 2006 | Catalina          | CSS                 | —         | MPC                           |
| 311705               | 2006 SB198 | 27 set 2006 | Črni Vrh          | Črni Vrh            | —         | MPC                           |
| 311706               | 2006 SJ221 | 25 set 2006 | Mount Lemmon      | Mount Lemmon Survey | —         | MPC                           |
| 311707               | 2006 SG256 | 26 set 2006 | Kitt Peak         | Spacewatch          | —         | MPC                           |
| 311708               | 2006 SS272 | 27 set 2006 | Kitt Peak         | Spacewatch          | —         | MPC                           |
| 311709               | 2006 SX286 | 22 set 2006 | Anderson Mesa     | LONEOS              | —         | MPC                           |
| 311710               | 2006 SH292 | 25 set 2006 | Kitt Peak         | Spacewatch          | —         | MPC                           |
| 311711               | 2006 SN325 | 27 set 2006 | Kitt Peak         | Spacewatch          | Themis    | MPC                           |
| 311712               | 2006 SF332 | 28 set 2006 | Mount Lemmon      | Mount Lemmon Survey | —         | MPC                           |
| 311713               | 2006 SL340 | 28 set 2006 | Kitt Peak         | Spacewatch          | —         | MPC                           |
| 311714               | 2006 ST350 | 30 set 2006 | Catalina          | CSS                 | —         | MPC                           |
| 311715               | 2006 SS352 | 30 set 2006 | Catalina          | CSS                 | —         | MPC                           |
| 311716               | 2006 ST352 | 30 set 2006 | Catalina          | CSS                 | Eos       | MPC                           |
| 311717               | 2006 SJ356 | 30 set 2006 | Catalina          | CSS                 | —         | MPC                           |
| 311718               | 2006 SG359 | 30 set 2006 | Catalina          | CSS                 | —         | MPC                           |
| 311719               | 2006 SL359 | 30 set 2006 | Catalina          | CSS                 | —         | MPC                           |
| 311720               | 2006 SA364 | 27 set 2006 | Kitt Peak         | Spacewatch          | —         | MPC                           |
| 311721               | 2006 ST367 | 27 set 2006 | Catalina          | CSS                 | —         | MPC                           |
| 311722               | 2006 SL368 | 25 set 2006 | Kitt Peak         | Spacewatch          | —         | MPC                           |
| 311723               | 2006 SB374 | 16 set 2006 | Apache Point      | A. C. Becker        | —         | MPC                           |
| 311724               | 2006 SO377 | 17 set 2006 | Apache Point      | A. C. Becker        | —         | MPC                           |
| 311725               | 2006 SW378 | 18 set 2006 | Apache Point      | A. C. Becker        | —         | MPC                           |
| 311726               | 2006 SZ378 | 18 set 2006 | Apache Point      | A. C. Becker        | —         | MPC                           |
| 311727               | 2006 SY380 | 27 set 2006 | Apache Point      | A. C. Becker        | —         | MPC                           |
| 311728               | 2006 SK382 | 28 set 2006 | Apache Point      | A. C. Becker        | —         | MPC                           |
| 311729               | 2006 SW390 | 17 set 2006 | Kitt Peak         | Spacewatch          | —         | MPC                           |
| 311730               | 2006 SV392 | 27 set 2006 | Mount Lemmon      | Mount Lemmon Survey | —         | MPC                           |
| 311731               | 2006 SX393 | 30 set 2006 | Mount Lemmon      | Mount Lemmon Survey | —         | MPC                           |
| 311732               | 2006 SN396 | 17 set 2006 | Kitt Peak         | Spacewatch          | —         | MPC                           |
| 311733               | 2006 SV402 | 26 set 2006 | Mount Lemmon      | Mount Lemmon Survey | —         | MPC                           |
| 311734               | 2006 SJ403 | 27 set 2006 | Mount Lemmon      | Mount Lemmon Survey | —         | MPC                           |
| 311735               | 2006 ST404 | 30 set 2006 | Mount Lemmon      | Mount Lemmon Survey | —         | MPC                           |
| 311736               | 2006 SP411 | 17 set 2006 | Catalina          | CSS                 | —         | MPC                           |
| 311737               | 2006 SQ412 | 24 set 2006 | Anderson Mesa     | LONEOS              | —         | MPC                           |
| 311738               | 2006 SV412 | 19 set 2006 | Catalina          | CSS                 | —         | MPC                           |
| 311739               | 2006 TW7   | 2 out 2006  | Mount Lemmon      | Mount Lemmon Survey | —         | MPC                           |
| 311740               | 2006 TQ8   | 4 out 2006  | Mount Lemmon      | Mount Lemmon Survey | —         | MPC                           |
| 311741               | 2006 TK16  | 11 out 2006 | Kitt Peak         | Spacewatch          | —         | MPC                           |
| 311742               | 2006 TY17  | 11 out 2006 | Kitt Peak         | Spacewatch          | —         | MPC                           |
| 311743               | 2006 TZ22  | 11 out 2006 | Kitt Peak         | Spacewatch          | —         | MPC                           |
| 311744               | 2006 TF23  | 11 out 2006 | Kitt Peak         | Spacewatch          | —         | MPC                           |
| 311745               | 2006 TO24  | 12 out 2006 | Kitt Peak         | Spacewatch          | —         | MPC                           |
| 311746               | 2006 TT25  | 12 out 2006 | Kitt Peak         | Spacewatch          | —         | MPC                           |
| 311747               | 2006 TZ29  | 12 out 2006 | Kitt Peak         | Spacewatch          | —         | MPC                           |
| 311748               | 2006 TD34  | 12 out 2006 | Palomar           | NEAT                | —         | MPC                           |
| 311749               | 2006 TN48  | 12 out 2006 | Kitt Peak         | Spacewatch          | —         | MPC                           |
| 311750               | 2006 TE59  | 13 out 2006 | Kitt Peak         | Spacewatch          | —         | MPC                           |
| 311751               | 2006 TP68  | 11 out 2006 | Palomar           | NEAT                | —         | MPC                           |
| 311752               | 2006 TF70  | 11 out 2006 | Palomar           | NEAT                | —         | MPC                           |
| 311753               | 2006 TS71  | 11 out 2006 | Palomar           | NEAT                | —         | MPC                           |
| 311754               | 2006 TA77  | 11 out 2006 | Palomar           | NEAT                | —         | MPC                           |
| 311755               | 2006 TP81  | 2 out 2006  | Mount Lemmon      | Mount Lemmon Survey | —         | MPC                           |
| 311756               | 2006 TE83  | 13 out 2006 | Kitt Peak         | Spacewatch          | —         | MPC                           |
| 311757               | 2006 TK86  | 13 out 2006 | Kitt Peak         | Spacewatch          | —         | MPC                           |
| 311758               | 2006 TJ93  | 15 out 2006 | Kitt Peak         | Spacewatch          | —         | MPC                           |
| 311759               | 2006 TQ94  | 15 out 2006 | Lulin Observatory | C.-S. Lin, Q.-z. Ye | —         | MPC                           |
| 311760               | 2006 TO96  | 12 out 2006 | Palomar           | NEAT                | —         | MPC                           |
| 311761               | 2006 TO99  | 24 set 2006 | Kitt Peak         | Spacewatch          | —         | MPC                           |
| 311762               | 2006 TC102 | 15 out 2006 | Kitt Peak         | Spacewatch          | —         | MPC                           |
| 311763               | 2006 TV103 | 15 out 2006 | Kitt Peak         | Spacewatch          | —         | MPC                           |
| 311764               | 2006 TW109 | 12 out 2006 | Kitt Peak         | Spacewatch          | —         | MPC                           |
| 311765               | 2006 TT113 | 1 out 2006  | Apache Point      | A. C. Becker        | —         | MPC                           |
| 311766               | 2006 TX122 | 12 out 2006 | Palomar           | NEAT                | —         | MPC                           |
| 311767               | 2006 TZ122 | 12 out 2006 | Kitt Peak         | Spacewatch          | —         | MPC                           |
| 311768               | 2006 TB123 | 12 out 2006 | Kitt Peak         | Spacewatch          | —         | MPC                           |
| 311769               | 2006 TJ128 | 4 out 2006  | Mount Lemmon      | Mount Lemmon Survey | —         | MPC                           |
| 311770               | 2006 UB3   | 16 out 2006 | Catalina          | CSS                 | —         | MPC                           |
| 311771               | 2006 UO3   | 16 out 2006 | Catalina          | CSS                 | —         | MPC                           |
| 311772               | 2006 UM4   | 16 out 2006 | Kitt Peak         | Spacewatch          | —         | MPC                           |
| 311773               | 2006 UP5   | 16 out 2006 | Catalina          | CSS                 | —         | MPC                           |
| 311774               | 2006 UO6   | 16 out 2006 | Catalina          | CSS                 | —         | MPC                           |
| 311775               | 2006 UJ18  | 16 out 2006 | Mount Lemmon      | Mount Lemmon Survey | —         | MPC                           |
| 311776               | 2006 UU21  | 16 out 2006 | Kitt Peak         | Spacewatch          | Eos       | MPC                           |
| 311777               | 2006 UH29  | 16 out 2006 | Kitt Peak         | Spacewatch          | —         | MPC                           |
| 311778               | 2006 UO42  | 16 out 2006 | Kitt Peak         | Spacewatch          | —         | MPC                           |
| 311779               | 2006 UP42  | 16 out 2006 | Kitt Peak         | Spacewatch          | —         | MPC                           |
| 311780               | 2006 UL44  | 16 out 2006 | Kitt Peak         | Spacewatch          | —         | MPC                           |
| 311781               | 2006 UH52  | 17 out 2006 | Mount Lemmon      | Mount Lemmon Survey | —         | MPC                           |
| 311782               | 2006 UT52  | 17 out 2006 | Catalina          | CSS                 | —         | MPC                           |
| 311783               | 2006 UL59  | 19 out 2006 | Catalina          | CSS                 | —         | MPC                           |
| 311784               | 2006 UT61  | 17 out 2006 | Andrushivka       | Andrushivka Obs.    | —         | MPC                           |
| 311785 Erwanmazarico | 2006 UB62  | 19 out 2006 | CBA-NOVAC         | D. R. Skillman      | —         | MPC                           |
| 311786               | 2006 UW62  | 17 out 2006 | Andrushivka       | Andrushivka Obs.    | —         | MPC                           |
| 311787               | 2006 UD65  | 16 out 2006 | Kitt Peak         | Spacewatch          | —         | MPC                           |
| 311788               | 2006 UZ66  | 16 out 2006 | Mount Lemmon      | Mount Lemmon Survey | —         | MPC                           |
| 311789               | 2006 UK73  | 17 out 2006 | Kitt Peak         | Spacewatch          | —         | MPC                           |
| 311790               | 2006 UL73  | 17 out 2006 | Kitt Peak         | Spacewatch          | —         | MPC                           |
| 311791               | 2006 UE74  | 17 out 2006 | Kitt Peak         | Spacewatch          | —         | MPC                           |
| 311792               | 2006 UK74  | 17 out 2006 | Kitt Peak         | Spacewatch          | —         | MPC                           |
| 311793               | 2006 UH78  | 17 out 2006 | Kitt Peak         | Spacewatch          | —         | MPC                           |
| 311794               | 2006 UJ85  | 17 out 2006 | Mount Lemmon      | Mount Lemmon Survey | —         | MPC                           |
| 311795               | 2006 UJ86  | 17 out 2006 | Mount Lemmon      | Mount Lemmon Survey | —         | MPC                           |
| 311796               | 2006 UO93  | 18 out 2006 | Kitt Peak         | Spacewatch          | —         | MPC                           |
| 311797               | 2006 UV104 | 18 out 2006 | Kitt Peak         | Spacewatch          | —         | MPC                           |
| 311798               | 2006 UD118 | 19 out 2006 | Kitt Peak         | Spacewatch          | —         | MPC                           |
| 311799               | 2006 UK124 | 19 out 2006 | Catalina          | CSS                 | —         | MPC                           |
| 311800               | 2006 US125 | 19 out 2006 | Kitt Peak         | Spacewatch          | —         | MPC                           |

## 311801–311900
| Designação | Designação | Descoberta  | Descoberta   | Descobridor(es)     | Categoria | Mais informações / Referência |
| Permanente | Provisória | Data        | Local        | Descobridor(es)     | Categoria | Mais informações / Referência |
| ---------- | ---------- | ----------- | ------------ | ------------------- | --------- | ----------------------------- |
| 311801     | 2006 UM137 | 19 out 2006 | Catalina     | CSS                 | Themis    | MPC                           |
| 311802     | 2006 UZ137 | 19 out 2006 | Kitt Peak    | Spacewatch          | —         | MPC                           |
| 311803     | 2006 UC140 | 19 out 2006 | Kitt Peak    | Spacewatch          | —         | MPC                           |
| 311804     | 2006 UC144 | 19 out 2006 | Kitt Peak    | Spacewatch          | —         | MPC                           |
| 311805     | 2006 UF149 | 20 out 2006 | Kitt Peak    | Spacewatch          | —         | MPC                           |
| 311806     | 2006 UT167 | 21 out 2006 | Mount Lemmon | Mount Lemmon Survey | —         | MPC                           |
| 311807     | 2006 UL179 | 16 out 2006 | Catalina     | CSS                 | —         | MPC                           |
| 311808     | 2006 UO180 | 16 out 2006 | Catalina     | CSS                 | —         | MPC                           |
| 311809     | 2006 UO188 | 19 out 2006 | Catalina     | CSS                 | —         | MPC                           |
| 311810     | 2006 UV194 | 20 out 2006 | Kitt Peak    | Spacewatch          | —         | MPC                           |
| 311811     | 2006 UM196 | 20 out 2006 | Kitt Peak    | Spacewatch          | —         | MPC                           |
| 311812     | 2006 UT203 | 22 out 2006 | Palomar      | NEAT                | —         | MPC                           |
| 311813     | 2006 UC207 | 23 out 2006 | Kitt Peak    | Spacewatch          | —         | MPC                           |
| 311814     | 2006 UT208 | 23 out 2006 | Kitt Peak    | Spacewatch          | —         | MPC                           |
| 311815     | 2006 UV209 | 23 out 2006 | Kitt Peak    | Spacewatch          | —         | MPC                           |
| 311816     | 2006 UH212 | 23 out 2006 | Kitt Peak    | Spacewatch          | —         | MPC                           |
| 311817     | 2006 UT213 | 23 out 2006 | Kitt Peak    | Spacewatch          | —         | MPC                           |
| 311818     | 2006 UZ218 | 16 out 2006 | Catalina     | CSS                 | —         | MPC                           |
| 311819     | 2006 UY247 | 27 out 2006 | Mount Lemmon | Mount Lemmon Survey | —         | MPC                           |
| 311820     | 2006 UM253 | 27 out 2006 | Mount Lemmon | Mount Lemmon Survey | —         | MPC                           |
| 311821     | 2006 UB264 | 27 out 2006 | Kitt Peak    | Spacewatch          | —         | MPC                           |
| 311822     | 2006 UR265 | 27 out 2006 | Catalina     | CSS                 | —         | MPC                           |
| 311823     | 2006 UR266 | 27 out 2006 | Kitt Peak    | Spacewatch          | —         | MPC                           |
| 311824     | 2006 UY276 | 28 out 2006 | Kitt Peak    | Spacewatch          | —         | MPC                           |
| 311825     | 2006 UA286 | 28 out 2006 | Kitt Peak    | Spacewatch          | —         | MPC                           |
| 311826     | 2006 UX331 | 21 out 2006 | Apache Point | A. C. Becker        | —         | MPC                           |
| 311827     | 2006 UL337 | 22 out 2006 | Mount Lemmon | Mount Lemmon Survey | —         | MPC                           |
| 311828     | 2006 UR346 | 23 out 2006 | Catalina     | CSS                 | —         | MPC                           |
| 311829     | 2006 VG3   | 9 nov 2006  | Kitt Peak    | Spacewatch          | —         | MPC                           |
| 311830     | 2006 VX10  | 11 nov 2006 | Catalina     | CSS                 | —         | MPC                           |
| 311831     | 2006 VS13  | 13 nov 2006 | Wrightwood   | J. W. Young         | —         | MPC                           |
| 311832     | 2006 VK18  | 9 nov 2006  | Kitt Peak    | Spacewatch          | —         | MPC                           |
| 311833     | 2006 VM20  | 9 nov 2006  | Kitt Peak    | Spacewatch          | —         | MPC                           |
| 311834     | 2006 VK23  | 10 nov 2006 | Kitt Peak    | Spacewatch          | —         | MPC                           |
| 311835     | 2006 VW25  | 27 out 2006 | Kitt Peak    | Spacewatch          | —         | MPC                           |
| 311836     | 2006 VC26  | 10 nov 2006 | Kitt Peak    | Spacewatch          | —         | MPC                           |
| 311837     | 2006 VG44  | 13 nov 2006 | Catalina     | CSS                 | —         | MPC                           |
| 311838     | 2006 VW47  | 10 nov 2006 | Kitt Peak    | Spacewatch          | —         | MPC                           |
| 311839     | 2006 VW52  | 11 nov 2006 | Kitt Peak    | Spacewatch          | —         | MPC                           |
| 311840     | 2006 VO56  | 11 nov 2006 | Kitt Peak    | Spacewatch          | —         | MPC                           |
| 311841     | 2006 VB64  | 11 nov 2006 | Kitt Peak    | Spacewatch          | —         | MPC                           |
| 311842     | 2006 VC69  | 11 nov 2006 | Catalina     | CSS                 | —         | MPC                           |
| 311843     | 2006 VQ69  | 11 nov 2006 | Kitt Peak    | Spacewatch          | —         | MPC                           |
| 311844     | 2006 VE70  | 11 nov 2006 | Kitt Peak    | Spacewatch          | —         | MPC                           |
| 311845     | 2006 VY79  | 12 nov 2006 | Mount Lemmon | Mount Lemmon Survey | —         | MPC                           |
| 311846     | 2006 VA85  | 13 nov 2006 | Kitt Peak    | Spacewatch          | —         | MPC                           |
| 311847     | 2006 VU94  | 15 nov 2006 | Mount Lemmon | Mount Lemmon Survey | —         | MPC                           |
| 311848     | 2006 VN95  | 13 nov 2006 | Mount Lemmon | Mount Lemmon Survey | —         | MPC                           |
| 311849     | 2006 VU101 | 12 nov 2006 | Mount Lemmon | Mount Lemmon Survey | Eos       | MPC                           |
| 311850     | 2006 VU108 | 13 nov 2006 | Kitt Peak    | Spacewatch          | —         | MPC                           |
| 311851     | 2006 VG138 | 15 nov 2006 | Kitt Peak    | Spacewatch          | —         | MPC                           |
| 311852     | 2006 VU151 | 9 nov 2006  | Palomar      | NEAT                | —         | MPC                           |
| 311853     | 2006 VD153 | 8 nov 2006  | Palomar      | NEAT                | —         | MPC                           |
| 311854     | 2006 VS153 | 8 nov 2006  | Palomar      | NEAT                | —         | MPC                           |
| 311855     | 2006 WE7   | 16 nov 2006 | Kitt Peak    | Spacewatch          | Maria     | MPC                           |
| 311856     | 2006 WL8   | 16 nov 2006 | Kitt Peak    | Spacewatch          | —         | MPC                           |
| 311857     | 2006 WQ10  | 16 nov 2006 | Catalina     | CSS                 | —         | MPC                           |
| 311858     | 2006 WD19  | 17 nov 2006 | Catalina     | CSS                 | —         | MPC                           |
| 311859     | 2006 WB21  | 17 nov 2006 | Mount Lemmon | Mount Lemmon Survey | —         | MPC                           |
| 311860     | 2006 WJ26  | 18 nov 2006 | Kitt Peak    | Spacewatch          | —         | MPC                           |
| 311861     | 2006 WP30  | 20 nov 2006 | Kitt Peak    | Spacewatch          | —         | MPC                           |
| 311862     | 2006 WR38  | 16 nov 2006 | Kitt Peak    | Spacewatch          | —         | MPC                           |
| 311863     | 2006 WR39  | 16 nov 2006 | Kitt Peak    | Spacewatch          | —         | MPC                           |
| 311864     | 2006 WY44  | 16 nov 2006 | Catalina     | CSS                 | Themis    | MPC                           |
| 311865     | 2006 WZ69  | 18 nov 2006 | Kitt Peak    | Spacewatch          | Eos       | MPC                           |
| 311866     | 2006 WN71  | 18 nov 2006 | Kitt Peak    | Spacewatch          | —         | MPC                           |
| 311867     | 2006 WO71  | 18 nov 2006 | Kitt Peak    | Spacewatch          | —         | MPC                           |
| 311868     | 2006 WA79  | 18 nov 2006 | Kitt Peak    | Spacewatch          | —         | MPC                           |
| 311869     | 2006 WP90  | 19 nov 2006 | Kitt Peak    | Spacewatch          | —         | MPC                           |
| 311870     | 2006 WN95  | 19 nov 2006 | Kitt Peak    | Spacewatch          | —         | MPC                           |
| 311871     | 2006 WV95  | 19 nov 2006 | Kitt Peak    | Spacewatch          | —         | MPC                           |
| 311872     | 2006 WN98  | 19 nov 2006 | Kitt Peak    | Spacewatch          | —         | MPC                           |
| 311873     | 2006 WW98  | 19 nov 2006 | Kitt Peak    | Spacewatch          | —         | MPC                           |
| 311874     | 2006 WS109 | 19 nov 2006 | Kitt Peak    | Spacewatch          | —         | MPC                           |
| 311875     | 2006 WW131 | 17 nov 2006 | Mount Lemmon | Mount Lemmon Survey | —         | MPC                           |
| 311876     | 2006 WF135 | 18 nov 2006 | Socorro      | LINEAR              | —         | MPC                           |
| 311877     | 2006 WA137 | 19 nov 2006 | Catalina     | CSS                 | —         | MPC                           |
| 311878     | 2006 WH143 | 20 nov 2006 | Kitt Peak    | Spacewatch          | —         | MPC                           |
| 311879     | 2006 WS150 | 20 nov 2006 | Mount Lemmon | Mount Lemmon Survey | —         | MPC                           |
| 311880     | 2006 WH153 | 21 nov 2006 | Mount Lemmon | Mount Lemmon Survey | —         | MPC                           |
| 311881     | 2006 WK185 | 18 nov 2006 | Socorro      | LINEAR              | —         | MPC                           |
| 311882     | 2006 WK192 | 27 nov 2006 | Kitt Peak    | Spacewatch          | —         | MPC                           |
| 311883     | 2006 WH204 | 23 nov 2006 | Mount Lemmon | Mount Lemmon Survey | —         | MPC                           |
| 311884     | 2006 WB206 | 22 nov 2006 | Mount Lemmon | Mount Lemmon Survey | —         | MPC                           |
| 311885     | 2006 XH18  | 10 dez 2006 | Kitt Peak    | Spacewatch          | Brangane  | MPC                           |
| 311886     | 2006 XF24  | 12 dez 2006 | Kitt Peak    | Spacewatch          | —         | MPC                           |
| 311887     | 2006 XD33  | 11 dez 2006 | Kitt Peak    | Spacewatch          | —         | MPC                           |
| 311888     | 2006 XO35  | 11 dez 2006 | Kitt Peak    | Spacewatch          | —         | MPC                           |
| 311889     | 2006 XP35  | 11 dez 2006 | Kitt Peak    | Spacewatch          | —         | MPC                           |
| 311890     | 2006 XS42  | 12 dez 2006 | Mount Lemmon | Mount Lemmon Survey | Brangane  | MPC                           |
| 311891     | 2006 XW50  | 13 dez 2006 | Mount Lemmon | Mount Lemmon Survey | —         | MPC                           |
| 311892     | 2006 XB55  | 15 dez 2006 | Socorro      | LINEAR              | —         | MPC                           |
| 311893     | 2006 XB58  | 14 dez 2006 | Kitt Peak    | Spacewatch          | —         | MPC                           |
| 311894     | 2006 XL70  | 15 dez 2006 | Kitt Peak    | Spacewatch          | —         | MPC                           |
| 311895     | 2006 YG5   | 17 dez 2006 | Mount Lemmon | Mount Lemmon Survey | —         | MPC                           |
| 311896     | 2006 YC9   | 20 dez 2006 | Mount Lemmon | Mount Lemmon Survey | —         | MPC                           |
| 311897     | 2006 YM19  | 23 dez 2006 | Mount Lemmon | Mount Lemmon Survey | —         | MPC                           |
| 311898     | 2006 YN23  | 21 dez 2006 | Kitt Peak    | Spacewatch          | —         | MPC                           |
| 311899     | 2006 YP43  | 25 dez 2006 | Kitt Peak    | Spacewatch          | —         | MPC                           |
| 311900     | 2006 YR46  | 21 dez 2006 | Mount Lemmon | Mount Lemmon Survey | —         | MPC                           |

## 311901–312000
| Designação | Designação | Descoberta  | Descoberta           | Descobridor(es)     | Categoria | Mais informações / Referência |
| Permanente | Provisória | Data        | Local                | Descobridor(es)     | Categoria | Mais informações / Referência |
| ---------- | ---------- | ----------- | -------------------- | ------------------- | --------- | ----------------------------- |
| 311901     | 2006 YM48  | 24 dez 2006 | Kitt Peak            | Spacewatch          | —         | MPC                           |
| 311902     | 2006 YY52  | 27 dez 2006 | Mount Lemmon         | Mount Lemmon Survey | —         | MPC                           |
| 311903     | 2006 YP53  | 24 dez 2006 | Kitt Peak            | Spacewatch          | —         | MPC                           |
| 311904     | 2007 AD4   | 8 jan 2007  | Catalina             | CSS                 | —         | MPC                           |
| 311905     | 2007 AQ7   | 9 jan 2007  | Mount Lemmon         | Mount Lemmon Survey | —         | MPC                           |
| 311906     | 2007 AJ8   | 10 jan 2007 | Nyukasa              | Mount Nyukasa Stn.  | —         | MPC                           |
| 311907     | 2007 AH9   | 12 jan 2007 | Vallemare di Borbona | V. S. Casulli       | —         | MPC                           |
| 311908     | 2007 AZ10  | 9 jan 2007  | Kitt Peak            | Spacewatch          | —         | MPC                           |
| 311909     | 2007 AN12  | 9 jan 2007  | Kitt Peak            | Spacewatch          | Juno      | MPC                           |
| 311910     | 2007 AB18  | 8 jan 2007  | Catalina             | CSS                 | —         | MPC                           |
| 311911     | 2007 AU18  | 10 jan 2007 | Socorro              | LINEAR              | —         | MPC                           |
| 311912     | 2007 BF3   | 16 jan 2007 | Socorro              | LINEAR              | —         | MPC                           |
| 311913     | 2007 BY10  | 17 jan 2007 | Kitt Peak            | Spacewatch          | —         | MPC                           |
| 311914     | 2007 BW11  | 17 jan 2007 | Kitt Peak            | Spacewatch          | —         | MPC                           |
| 311915     | 2007 BJ17  | 17 jan 2007 | Palomar              | NEAT                | —         | MPC                           |
| 311916     | 2007 BE19  | 21 jan 2007 | Socorro              | LINEAR              | —         | MPC                           |
| 311917     | 2007 BX29  | 24 jan 2007 | Socorro              | LINEAR              | —         | MPC                           |
| 311918     | 2007 BJ30  | 24 jan 2007 | Catalina             | CSS                 | Brangane  | MPC                           |
| 311919     | 2007 BC32  | 24 jan 2007 | Mount Lemmon         | Mount Lemmon Survey | —         | MPC                           |
| 311920     | 2007 BM32  | 24 jan 2007 | Mount Lemmon         | Mount Lemmon Survey | Brangane  | MPC                           |
| 311921     | 2007 BU36  | 24 jan 2007 | Catalina             | CSS                 | —         | MPC                           |
| 311922     | 2007 BU45  | 26 jan 2007 | Kitt Peak            | Spacewatch          | —         | MPC                           |
| 311923     | 2007 BW46  | 26 jan 2007 | Kitt Peak            | Spacewatch          | —         | MPC                           |
| 311924     | 2007 BW58  | 24 jan 2007 | Catalina             | CSS                 | —         | MPC                           |
| 311925     | 2007 BF72  | 28 jan 2007 | Kitt Peak            | Spacewatch          | —         | MPC                           |
| 311926     | 2007 BY72  | 27 jan 2007 | Farra d'Isonzo       | Farra d'Isonzo      | Brangane  | MPC                           |
| 311927     | 2007 BC73  | 23 jan 2007 | Socorro              | LINEAR              | —         | MPC                           |
| 311928     | 2007 BZ75  | 28 jan 2007 | Mount Lemmon         | Mount Lemmon Survey | —         | MPC                           |
| 311929     | 2007 CH7   | 6 fev 2007  | Kitt Peak            | Spacewatch          | —         | MPC                           |
| 311930     | 2007 CL8   | 17 jan 2007 | Kitt Peak            | Spacewatch          | —         | MPC                           |
| 311931     | 2007 CT12  | 6 fev 2007  | Mount Lemmon         | Mount Lemmon Survey | —         | MPC                           |
| 311932     | 2007 CD19  | 8 fev 2007  | 7300                 | W. K. Y. Yeung      | —         | MPC                           |
| 311933     | 2007 CN27  | 5 fev 2007  | Lulin Observatory    | H.-C. Lin, Q.-z. Ye | —         | MPC                           |
| 311934     | 2007 CE29  | 6 fev 2007  | Mount Lemmon         | Mount Lemmon Survey | —         | MPC                           |
| 311935     | 2007 CU29  | 6 fev 2007  | Mount Lemmon         | Mount Lemmon Survey | —         | MPC                           |
| 311936     | 2007 CN33  | 6 fev 2007  | Mount Lemmon         | Mount Lemmon Survey | —         | MPC                           |
| 311937     | 2007 CF36  | 6 fev 2007  | Kitt Peak            | Spacewatch          | —         | MPC                           |
| 311938     | 2007 CH38  | 6 fev 2007  | Mount Lemmon         | Mount Lemmon Survey | —         | MPC                           |
| 311939     | 2007 CE44  | 8 fev 2007  | Palomar              | NEAT                | —         | MPC                           |
| 311940     | 2007 CW45  | 8 fev 2007  | Palomar              | NEAT                | Brangane  | MPC                           |
| 311941     | 2007 CK46  | 8 fev 2007  | Mount Lemmon         | Mount Lemmon Survey | —         | MPC                           |
| 311942     | 2007 CG47  | 8 fev 2007  | Palomar              | NEAT                | Ursula    | MPC                           |
| 311943     | 2007 CU48  | 19 mar 1996 | Haleakala            | NEAT                | —         | MPC                           |
| 311944     | 2007 CF58  | 9 fev 2007  | Catalina             | CSS                 | —         | MPC                           |
| 311945     | 2007 CF59  | 10 fev 2007 | Catalina             | CSS                 | —         | MPC                           |
| 311946     | 2007 CR61  | 15 fev 2007 | Marly                | P. Kocher           | —         | MPC                           |
| 311947     | 2007 CE62  | 10 fev 2007 | Catalina             | CSS                 | —         | MPC                           |
| 311948     | 2007 CP79  | 9 fev 2007  | Kitt Peak            | Spacewatch          | —         | MPC                           |
| 311949     | 2007 DE    | 16 fev 2007 | Mayhill              | A. Lowe             | —         | MPC                           |
| 311950     | 2007 DN    | 16 fev 2007 | Wildberg             | R. Apitzsch         | —         | MPC                           |
| 311951     | 2007 DY6   | 16 fev 2007 | Catalina             | CSS                 | Juno      | MPC                           |
| 311952     | 2007 DX12  | 16 fev 2007 | Palomar              | NEAT                | —         | MPC                           |
| 311953     | 2007 DQ13  | 17 fev 2007 | Kitt Peak            | Spacewatch          | —         | MPC                           |
| 311954     | 2007 DO18  | 17 fev 2007 | Kitt Peak            | Spacewatch          | —         | MPC                           |
| 311955     | 2007 DT28  | 17 fev 2007 | Kitt Peak            | Spacewatch          | Brangane  | MPC                           |
| 311956     | 2007 DN34  | 17 fev 2007 | Kitt Peak            | Spacewatch          | —         | MPC                           |
| 311957     | 2007 DQ42  | 17 fev 2007 | Mount Lemmon         | Mount Lemmon Survey | —         | MPC                           |
| 311958     | 2007 DD47  | 21 fev 2007 | Mount Lemmon         | Mount Lemmon Survey | —         | MPC                           |
| 311959     | 2007 DE54  | 21 fev 2007 | Kitt Peak            | Spacewatch          | —         | MPC                           |
| 311960     | 2007 DC59  | 22 fev 2007 | Kitt Peak            | Spacewatch          | —         | MPC                           |
| 311961     | 2007 DK61  | 19 fev 2007 | Catalina             | CSS                 | Juno      | MPC                           |
| 311962     | 2007 DT70  | 21 fev 2007 | Kitt Peak            | Spacewatch          | —         | MPC                           |
| 311963     | 2007 DC77  | 22 fev 2007 | Anderson Mesa        | LONEOS              | —         | MPC                           |
| 311964     | 2007 DJ89  | 23 fev 2007 | Kitt Peak            | Spacewatch          | —         | MPC                           |
| 311965     | 2007 DP89  | 23 fev 2007 | Mount Lemmon         | Mount Lemmon Survey | Ursula    | MPC                           |
| 311966     | 2007 DG97  | 23 fev 2007 | Catalina             | CSS                 | —         | MPC                           |
| 311967     | 2007 EB    | 1 mar 2007  | Siding Spring        | SSS                 | —         | MPC                           |
| 311968     | 2007 EQ6   | 9 mar 2007  | Mount Lemmon         | Mount Lemmon Survey | —         | MPC                           |
| 311969     | 2007 ED19  | 10 mar 2007 | Kitt Peak            | Spacewatch          | Juno      | MPC                           |
| 311970     | 2007 EL35  | 11 mar 2007 | Kitt Peak            | Spacewatch          | Ursula    | MPC                           |
| 311971     | 2007 EF39  | 11 mar 2007 | Črni Vrh             | Črni Vrh            | —         | MPC                           |
| 311972     | 2007 EU44  | 9 mar 2007  | Mount Lemmon         | Mount Lemmon Survey | —         | MPC                           |
| 311973     | 2007 EF52  | 11 mar 2007 | Catalina             | CSS                 | —         | MPC                           |
| 311974     | 2007 EY56  | 14 mar 2007 | Mayhill              | A. Lowe             | —         | MPC                           |
| 311975     | 2007 EL58  | 9 mar 2007  | Mount Lemmon         | Mount Lemmon Survey | —         | MPC                           |
| 311976     | 2007 ED60  | 9 mar 2007  | Mount Lemmon         | Mount Lemmon Survey | Ursula    | MPC                           |
| 311977     | 2007 EV82  | 12 mar 2007 | Kitt Peak            | Spacewatch          | —         | MPC                           |
| 311978     | 2007 ET85  | 12 mar 2007 | Catalina             | CSS                 | Brangane  | MPC                           |
| 311979     | 2007 EC92  | 10 mar 2007 | Kitt Peak            | Spacewatch          | Ursula    | MPC                           |
| 311980     | 2007 EV192 | 14 mar 2007 | Catalina             | CSS                 | —         | MPC                           |
| 311981     | 2007 EO199 | 10 mar 2007 | Kitt Peak            | Spacewatch          | —         | MPC                           |
| 311982     | 2007 ES200 | 15 mar 2007 | Catalina             | CSS                 | Brangane  | MPC                           |
| 311983     | 2007 EK201 | 10 mar 2007 | Siding Spring        | SSS                 | —         | MPC                           |
| 311984     | 2007 EL211 | 8 mar 2007  | Palomar              | NEAT                | Ursula    | MPC                           |
| 311985     | 2007 EQ222 | 11 mar 2007 | Catalina             | CSS                 | —         | MPC                           |
| 311986     | 2007 FV16  | 20 mar 2007 | Mount Lemmon         | Mount Lemmon Survey | —         | MPC                           |
| 311987     | 2007 FJ38  | 29 mar 2007 | Palomar              | NEAT                | —         | MPC                           |
| 311988     | 2007 GP4   | 10 abr 2007 | Purple Mountain      | PMO NEO             | —         | MPC                           |
| 311989     | 2007 GL12  | 11 abr 2007 | Mount Lemmon         | Mount Lemmon Survey | —         | MPC                           |
| 311990     | 2007 GD32  | 11 abr 2007 | Catalina             | CSS                 | —         | MPC                           |
| 311991     | 2007 HH5   | 20 abr 2007 | Sandlot              | G. Hug              | Juno      | MPC                           |
| 311992     | 2007 HH89  | 11 abr 2007 | Kitt Peak            | Spacewatch          | —         | MPC                           |
| 311993     | 2007 KK2   | 20 mai 2007 | Catalina             | CSS                 | —         | MPC                           |
| 311994     | 2007 KN9   | 20 mai 2007 | Siding Spring        | SSS                 | —         | MPC                           |
| 311995     | 2007 LT1   | 7 jun 2007  | Kitt Peak            | Spacewatch          | —         | MPC                           |
| 311996     | 2007 LS12  | 9 jun 2007  | Catalina             | CSS                 | Juno      | MPC                           |
| 311997     | 2007 MW2   | 16 jun 2007 | Kitt Peak            | Spacewatch          | Vesta     | MPC                           |
| 311998     | 2007 MQ3   | 17 jun 2007 | Kitt Peak            | Spacewatch          | —         | MPC                           |
| 311999     | 2007 NS2   | 14 jul 2007 | La Sagra             | Mallorca Obs.       | —         | MPC                           |
| 312000     | 2007 OB4   | 21 jul 2007 | Antares              | ARO                 | —         | MPC                           |